# Flore des Pyrénées

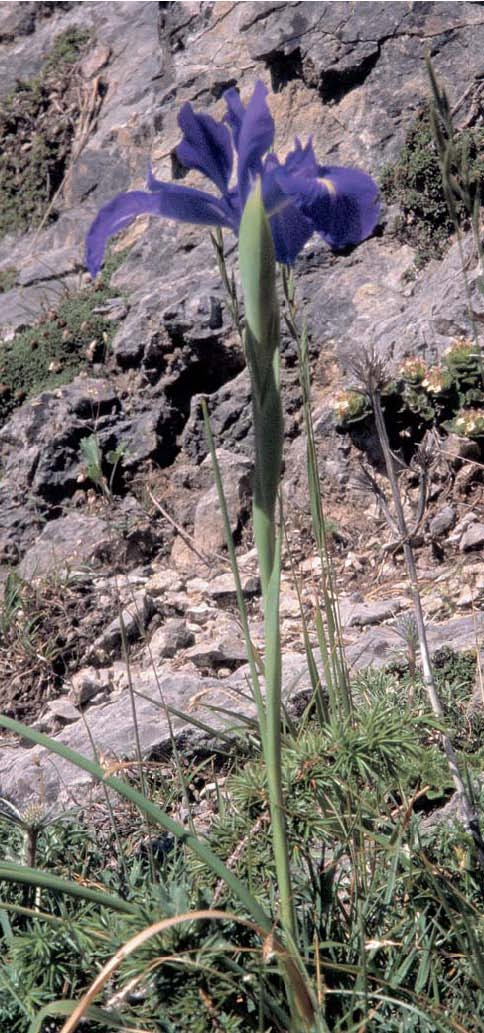
L'iris des Pyrénées (Iris latifolia (Mill.) Voss), une espèce endémique des Pyrénées et des monts Cantabriques

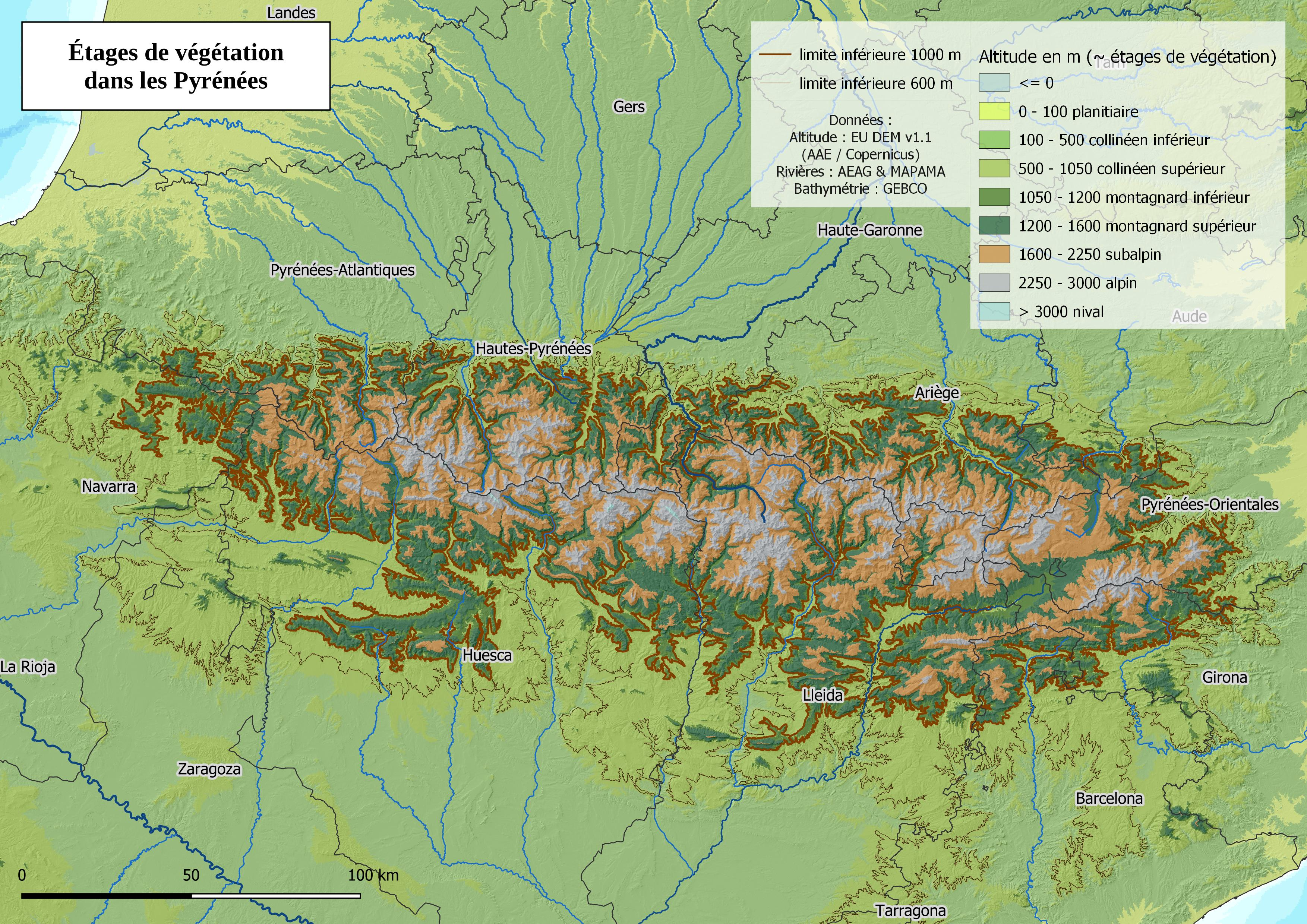
Les étages de végétation dans les Pyrénées (selon Grüber 1979)

La flore des Pyrénées comporte environ 4 500 espèces, dont quelque 160 espèces endémiques. La répartition végétale dans les Pyrénées est influencée par un climat océanique à l'ouest et un méditerranéen à l'est, humide au nord, plus sec au sud auxquelles s'ajoutent les différents étages montagnards qui favorisent les forêts de feuillus à basse altitude, puis aux altitudes supérieures, des forêts de confères, au-delà de la limite supérieure de l'arbre (zone de combat) des herbacées des alpages, et enfin les plantes de milieux rocailleuses et proches des névés à haute altitude (saxifrages, mousses, lichens, etc.)
L’orientation d’ouest en est de la plupart des montagnes européennes a eu pour conséquence qu'un grand nombre d’espèces présentes durant le Tertiaire et le début du Quaternaire (ère Cénozoïque) ont disparu lors des glaciations quaternaires. Les migrations vers des régions plus clémentes ou des refuges ont été freinées par les massifs montagneux que certains taxons n'ont pas pu franchir. Outre l'orientation ouest-est, les Pyrénées ont la particularité d'être une chaîne massive où les cols sont assez élevés accentuant l'effet de barrière écologique. En Amérique du Nord et en Extrême-Orient où les chaînes de montagnes sont majoritairement d'orientation nord-sud, les espèces ont en revanche pu migrer vers des régions plus clémentes. Un mélange avec des espèces provenant des régions arctiques et d’autres chaînes européennes a en outre eu lieu. Lors de la remontée des glaces, des espèces alpines, comme le thé des Alpes ou la dryade (Dryas octopetala L.), sont progressivement remontées vers l'Arctique, tandis que des espèces arctiques, comme l’andromède bleue (Phyllodoce caerulea (L.) Bab.), sont restées dans les Pyrénées. Les migrations se font également dans le sens altitudinal au gré des évolutions climatiques (glaciaires-interglacaires).

## Originalité de la flore des Pyrénées
À l’instar des Alpes méridionales et des montagnes des Balkans, qui sont également riches en espèces endémiques, quelques espèces ont pu subsister dans des vallées protégées des Pyrénées. Cela permet ainsi d’expliquer pourquoi la jacinthe améthyste, Brimeura amethystina (L.) Chouard, ne se rencontre que dans les Pyrénées et en Croatie. La gentiane des Pyrénées, Gentiana pyrenaica L., était vraisemblablement plus largement répandue avant la glaciation. On la trouve actuellement dans les Pyrénées orientales et depuis les Monts Rila de Bulgarie jusque dans le Nord-Est de la Turquie.
Les gesnériacées sont une grande famille tropicale, qui était aussi répandue en Europe au cours de l’ère tertiaire. Seules six espèces ont pu y survivre à la glaciation. Ainsi, la ramonde, Ramonda myconi (L.) Rchb., est présente sur les rochers calcaires ombragés des Pyrénées centrales et occidentales. Dans les Balkans, on rencontre localement deux autres ramondes : Ramonda nathaliae Pančić & Petr. à fleurs à 4 pétales, et Ramonda serbica Pančić à corolle légèrement campanulée.
Le Lis des Pyrénées, Lilium pyrenaicum Gouan, est une belle plante à fleurs en turban jaunes piquetées de noir, qui répandent malheureusement une odeur assez désagréable. Dans le nord-est de l’Espagne on trouve la var. rubrum à fleurs orangées. Dans les Alpes orientales et les Balkans on rencontre le lis de la Carniole, Lilium carniolicum Bernh. ex W. D. J. Koch, qui y est présent sous quatre variétés : albanicum et jankae à fleurs jaunes, et bosniacum et carniolicum à fleurs orangées à rouges. D’aucuns considèrent que le lis de la Carniole est une sous-espèce du Lis des Pyrénées. Lilium pyrenaicum et Lilium carniolicum proviennent vraisemblablement d’un ancêtre commun qui a été décimé lors de la grande glaciation.

### Les Pyrénées orientales
L’influence méditerranéenne donne aux Pyrénées orientales un caractère plus ensoleillé et une composition floristique différente du reste de la chaîne, avec par exemple le céraiste des Pyrénées (Cerastium pyrenaicum J.Gay), la Xatardie rude (Xatardia scabra (Lap.) Meisn.) et l’endressie des Pyrénées (Endressia pyrenaica (J. Gay ex DC.) J. Gay) – deux ombellifères endémiques –, le galéopsis des Pyrénées (Galeopsis pyrenaica Bartl.), la gentiane des Pyrénées (Gentiana pyrenaica L.), de l’Achillée à feuilles de Camomille (Achillea chamaemelifolia Pourret) et du Séneçon à feuilles blanches (Senecio leucophyllus DC.) – espèce également présente dans le Mézenc. Quelques espèces alpines sont aussi inventoriées comme la bugrane du mont Cenis (Ononis cristata), la pédiculaire incarnate (Pedicularis rostratospicata Crantz) et la campanette (Colchicum bulbocodium Ker Gawl. - Syn. Bulbocodium vernum L.). Enfin, certaines relictes arctiques ne sont présentes que dans la partie orientale de la chaîne, comme la ligulaire de Sibérie (Ligularia sibirica (L.) Cass.), qui atteint en Capcir, à 1 500 m d'altitude, le point le plus élevé et le plus méridional de sa répartition actuelle.

### Les Pyrénées occidentales
Le Pays basque et le Béarn, plus arrosés, sous influence atlantique hébergent des endémiques comme la soldanelle velue (Soldanella villosa Darracq), le grémil de Gaston (Buglossoides gastonii (Benth.) Johnst.), le lychnis des Pyrénées (Petrocoptis pyrenaica (Bergeret) A. Braun), l’érodium de Manescaut (Erodium manescavi Coss.) et le géranium d’Endress (Geranium endressii J.Gay) – espèce souvent cultivée dans les jardins et introduite çà et là.

## Espèces remarquables
Quelques espèces de plantes endémiques ou remarquables des Pyrénées : 
- L’Achillée à feuilles de Camomille, Achillea chamaemelifolia
- L'Alysson des Pyrénées, ou Corbeille d'argent (Hormathophylla pyrenaica), endémique du mont Coronat
- L’Allosore crépu, Cryptogramma crispa
- L'Alsine à feuilles de Céraiste, Minuartia cerastiifolia
- L'Ancolie des Pyrénées, Aquilegia pyrenaica
- L'Angélique de Razouls, Angelica razulii
- L'Anthyllide des Pyrénées, Anthyllis vulneraria subsp. boscii
- L’Aspérule hérissée, Asperula hirta
- L’Asphodèle des Pyrénées, Asphodelus sphaerocarpus
- L'Aster des Pyrénées, Aster pyrenaeus
- L’Astragale des Pyrénées, Oxytropis pyrenaica
- La Benoîte des Pyrénées, Geum pyrenaicum
- Le Buplèvre des Pyrénées, Bupleurum angulosum
- Le Camérisier des Pyrénées, Lonicera pyrenaica
- Le Céraiste des Pyrénées, Cerastium pyrenaicum
- Le Chardon bleu des Pyrénées, Eryngium bourgatii
- Le Chardon fausse-carline, Carduus carlinoides
- Le Couscouil, Molopospermum peloponnesiacum
- Le Daphné camélée, Daphne cneorum
- L'Edelweiss, Leontopodium alpinum
- L’Endressie des Pyrénées, Endressia pyrenaica
- L’Érodium de Manescaut, Erodium manescavi
- Le Galéopsis des Pyrénées, Galeopsis pyrenaica
- Le Genêt hérissé, Echinospartum horridum
- La Gentiane de Burser, Gentiana burseri subsp. burseri
- La Gentiane des Pyrénées, Gentiana pyrenaica
- Le Géranium cendré, Geranium cinereum subsp. cinereum
- Le Géranium d’Endress, Geranium endressii
- La Germandrée des Pyrénées, Teucrium pyrenaicum
- La Grassette à grandes fleurs, Pinguicula grandiflora
- La Grassette à longues feuilles, Pinguicula longifolia
- Le Grémil de Gaston, Buglossoides gastonii
- L’Ibéris spatulé, Iberis spathulata
- L'Iris des Pyrénées, Iris latifolia
- Le Lis des Pyrénées, Lilium pyrenaicum
- Le Lychnis des Pyrénées, Petrocoptis pyrenaica
- La Jacinthe améthyste, Brimeura amethystina
- La Jasione vivace, Jasione laevis
- Le Muflier toujours vert, Antirrhinum sempervirens
- Le Pavot des Pyrénées, Papaver suaveolens
- La Pédiculaire des Pyrénées, Pedicularis pyrenaica
- La Potentille blanc de neige, Potentilla nivalis
- La Potentille fausse-alchémille, Potentilla alchimilloides
- La Ramondie des Pyrénées, Ramonda myconi
- La Renoncule des Pyrénées, Ranunculus pyrenaeus
- La Sabline pourprée, Arenaria purpurascens
- La Saponaire cespiteuse, Saponaria caespitosa
- La Saxifrage aquatique, Saxifraga aquatica
- La Saxifrage des Pyrénées, Saxifraga longifolia
- Le Séneçon à feuilles blanches, Senecio leucophyllus
- Le Séneçon à feuilles d’adonis, Senecio adonidifolius
- La Soldanelle velue, Soldanella villosa
- La Valériane à feuilles de globulaire, Valeriana apula
- La Valériane des Pyrénées, Valeriana pyrenaica
- La Vesce argentée, Vicia argentea
- La Violette cornue, Viola cornuta
- La Xatardie rude, Xatardia scabra

## Index de la flore des Pyrénées
- Haut – A
- B
- C
- D
- E
- F
- G
- H
- I
- J
- K
- L
- M
- N
- O
- P
- Q
- R
- S
- T
- U
- V
- W
- X
- Y
- Z

Nomenclature de l'index : sont répertoriées les espèces et sous-espèces par nom scientifique, nom(s) commun(s) ou vernaculaire(s), famille (biologie), et description.

### A

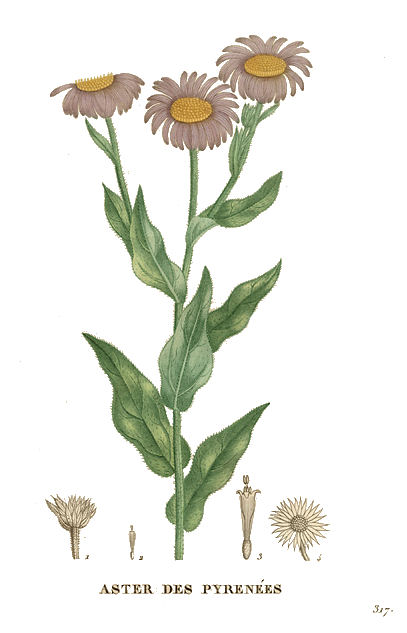
Aster des Pyrénées

| Nom scientifique                     | Nom commun                                                   | Famille        | Photo | Description |
| ------------------------------------ | ------------------------------------------------------------ | -------------- | ----- | ----------- |
| Aconitum anthora                     | Aconit vénéneux ou anthore                                   | Ranunculaceae  |       |             |
| Aconitum lycoctonum                  |                                                              | Ranunculaceae  |       |             |
| Aconitum lycoctonum subsp. vulparia  | Aconit tue-loup, coqueluchon jaune                           | Ranunculaceae  |       |             |
| Aconitum napellus subsp. napellus    | Aconit napel, Casque de Jupiter                              | Ranunculaceae  |       |             |
| Adenostyles alliariae                | Adénostyle à feuilles d'alliaire, Adénostyle blanchâtre      | Asteraceae     |       |             |
| ×Aegilotriticum triticoides          |                                                              | Poaceae        |       |             |
| Alliaria petiolata                   | Alliaire officinale, Herbe à ail                             | Brassicaceae   |       |             |
| Allium victorialis                   | Ail de la Sainte-Victoire, Ail de cerf                       | Liliaceae      |       |             |
| Androsace carnea                     | Androsace carnée                                             | Primulaceae    |       |             |
| Anemone narcissifolia                | Anémone à feuilles de narcisse, Anémone à fleurs de narcisse | Ranunculaceae  |       |             |
| Angelica razulii                     | Angélique de Razouls                                         | Ombellifère    |       |             |
| Antennaria carpatica                 | Antennaire des Carpates                                      | Asteraceae     |       |             |
| Anthyllis montana                    | Vulnéraire des montagnes                                     | Fabaceae       |       |             |
| Anthyllis vulneraria subsp. boscii   | Anthyllide de Bosc, Anthyllide des Pyrénées                  | Fabaceae       |       | endémique   |
| Antirrhinum sempervirens             | Muflier toujours vert                                        | Plantaginaceae |       | endémique   |
| Aquilegia pyrenaica                  | Ancolie des Pyrénées                                         | Ranunculaceae  |       | endémique   |
| Aquilegia vulgaris                   | Ancolie commune                                              | Ranunculaceae  |       |             |
| Arnica montana                       | Arnica des montagnes, Herbe à tabac                          | Asteraceae     |       |             |
| Asperula cynanchica                  | Aspérule à l'esquinancie                                     | Rubiaceae      |       |             |
| Asperula hirta                       | Aspérule hérissée                                            | Rubiaceae      |       |             |
| Asphodelus albus                     | Asphodèle blanc, bâton blanc, poireau de chien               | Asphodelaceae  |       |             |
| Asphodelus albus subsp. delphinensis | Asphodèle subalpine                                          | Asphodelaceae  |       |             |
| Aster alpinus                        | Aster des Alpes                                              | Asteraceae     |       |             |
| Aster pyrenaeus                      | Aster des Pyrénées                                           | Asteraceae     |       | endémique   |
| Astragalus sempervirens              | Astragale épineux                                            | Fabaceae       |       |             |

### B

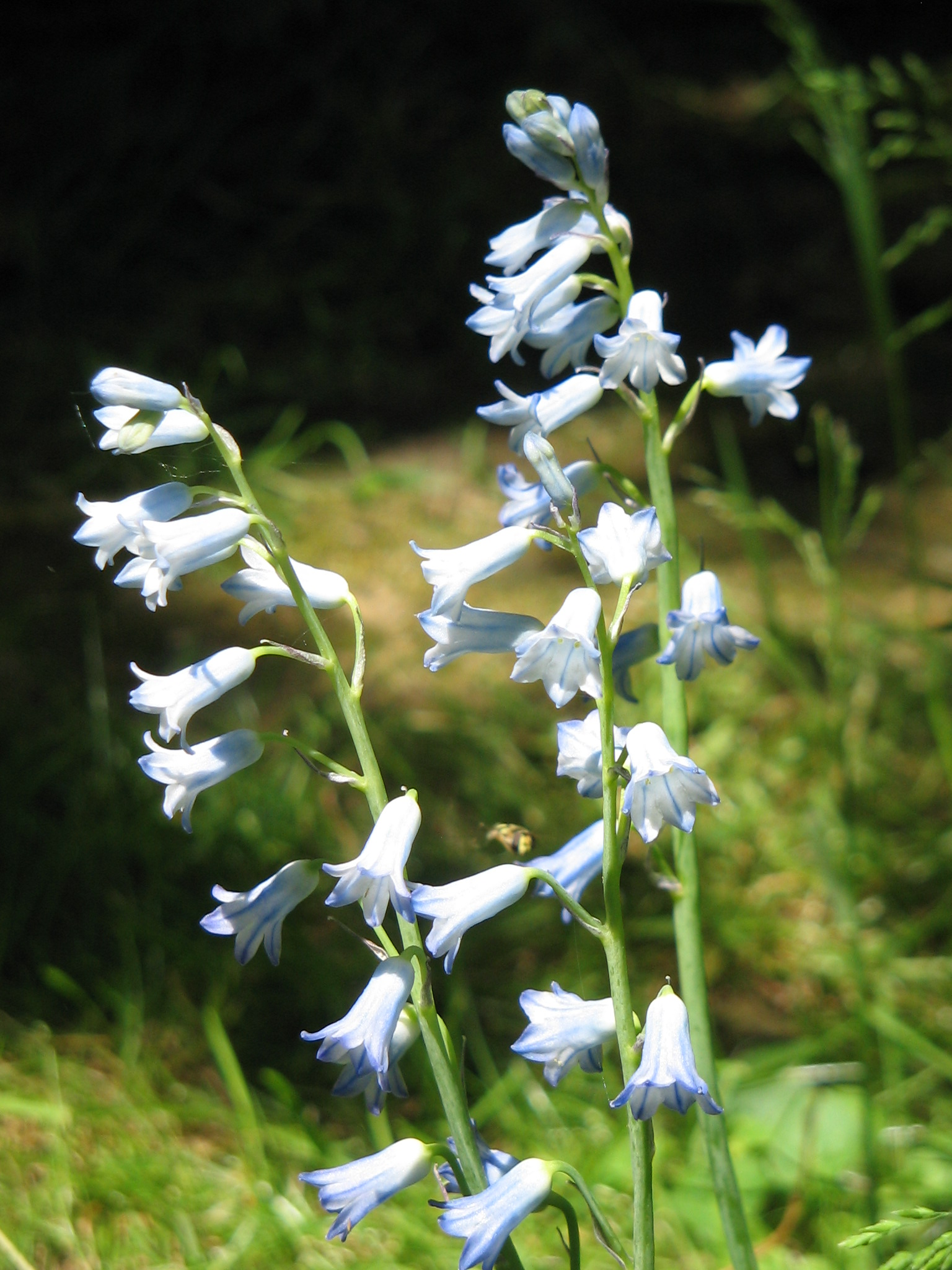
Jacinthe améthyste

| Nom scientifique     | Nom commun         | Famille          | Photo | Description |
| -------------------- | ------------------ | ---------------- | ----- | ----------- |
| Bartsia alpina       | Bartsie des Alpes  | Scrophulariaceae |       |             |
| Bartsia spicata      | Bartsie en épi     | Scrophulariaceae |       | endémique   |
| Biscutella laevigata | Biscutelle commune | Brassicaceae     |       |             |
| Bistorta vivipara    | Renouée vivipare   | Polygonaceae     |       |             |
| Brimeura amethystina | Jacinthe améthyste | Liliaceae        |       |             |

### C
| Nom scientifique        | Nom commun | Famille      | Photo | Description       |
| ----------------------- | --- | ------------ | ----- | ----------------- |
| Cardamine raphanifolia  | Cardamine à feuilles de radis, Cardamine à larges feuilles                                                                            | Brassicaceae |       |                   |
| Chamerion angustifolium | Épilobe à feuilles étroites, Épilobe en épi, Laurier de Saint-Antoine, Antoinette, Osier-fleuri, Petit-Laurier rose, Fausse lysimaque | Onagraceae   |       | largement répandu |
| Crepis pygmaea          | Crépide naine ou Crépis nain | Asteraceae   |       |                   |

### D
| Nom scientifique        | Nom commun                        | Famille       | Photo | Description |
| ----------------------- | --------------------------------- | ------------- | ----- | ----------- |
| Daphne cneorum          | Daphné camélé, Thymélée des Alpes | Thymelaeaceae |       |             |
| Daphne mezereum         | Bois joli                         | Thymelaeaceae |       |             |
| Dichoropetalum schottii | Peucédan de Schott                | Apiaceae      |       |             |
| Doronicum grandiflorum  | Doronic à grandes fleurs          | Asteraceae    |       |             |
| Draba aizoides          | Drave faux Aïzoon                 | Brassicaceae  |       |             |

### E
| Nom scientifique         | Nom commun                      | Famille          | Photo | Description |
| ------------------------ | ------------------------------- | ---------------- | ----- | ----------- |
| Epilobium hirsutum       | Épilobe hirsute                 | Onagraceae       |       |             |
| Epilobium montanum       | Épilobe des montagnes           | Onagraceae       |       |             |
| Erica vagans             | Bruyère vagabonde               | Ericaceae        |       |             |
| Erinus alpinus           | Érine des Alpes                 | Scrophulariaceae |       |             |
| Eriophorum angustifolium | Linaigrette à feuilles étroites | Cyperaceae       |       |             |
| Eriophorum scheuchzeri   | Linaigrette de Scheuchzer       | Cyperaceae       |       |             |

### F
| Nom scientifique       | Nom commun | Famille | Photo | Description |
| ---------------------- | ---------- | ------- | ----- | ----------- |
| ×Festulolium loliaceum |            | Poaceae |       |             |

### G

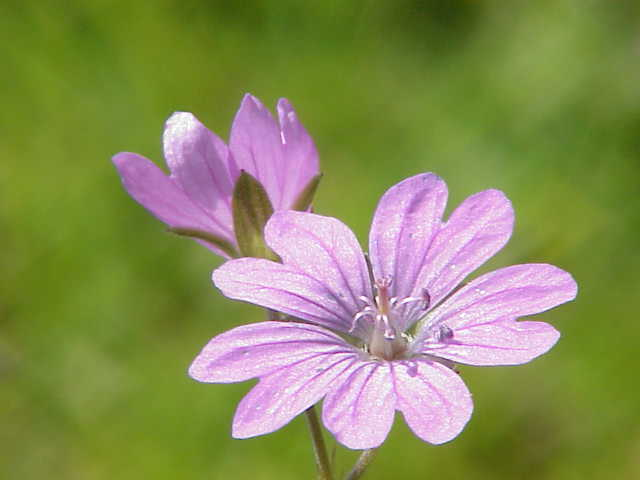
Géranium des Pyrénées

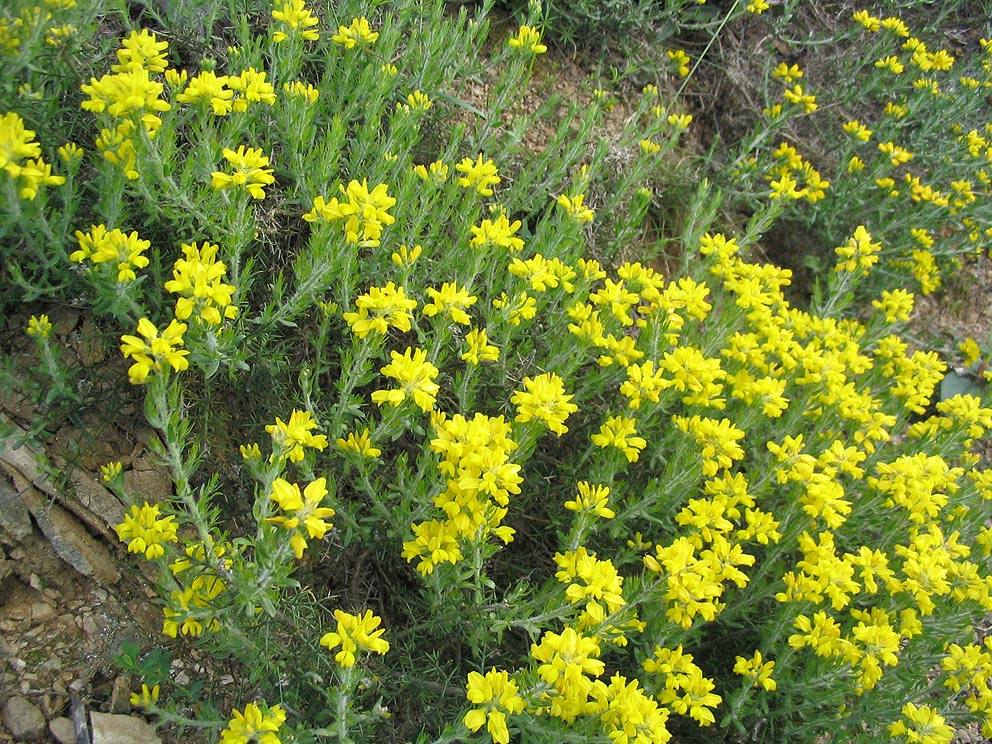
Petit genêt d'Espagne

| Nom scientifique                           | Nom commun                         | Famille          | Photo | Description                                           |
| ------------------------------------------ | ---------------------------------- | ---------------- | ----- | ----------------------------------------------------- |
| Gagea fragifera                            | Gagée fistuleuse                   | Liliaceae        |       |                                                       |
| Galanthus nivalis                          | Perce-neige                        | Amaryllidaceae   |       |                                                       |
| Galeopsis angustifolia                     | Galéopsis à feuilles étroites      | Lamiaceae        |       |                                                       |
| Galeopsis ladanum                          |                                    | Lamiaceae        |       |                                                       |
| Galeopsis ladanum subsp. ladanum           |                                    | Lamiaceae        |       |                                                       |
| Galeopsis pyrenaica                        |                                    | Lamiaceae        |       | Endémique des Pyrénées-orientales (France et Espagne) |
| Galeopsis tetrahit                         | Galéopsis tétrahit                 | Lamiaceae        |       |                                                       |
| Galium aparine                             | Gaillet gratteron                  | Rubiaceae        |       | largement répandu                                     |
| Galium aristatum                           |                                    | Rubiaceae        |       |                                                       |
| Galium cespitosum                          |                                    | Rubiaceae        |       |                                                       |
| Galium cometorhizon                        |                                    | Rubiaceae        |       |                                                       |
| Galium corrudifolium                       |                                    | Rubiaceae        |       |                                                       |
| Galium debile                              |                                    | Rubiaceae        |       |                                                       |
| Galium glaucum                             |                                    | Rubiaceae        |       |                                                       |
| Galium lucidum                             |                                    | Rubiaceae        |       |                                                       |
| Galium marchandii                          |                                    | Rubiaceae        |       |                                                       |
| Galium maritimum                           |                                    | Rubiaceae        |       |                                                       |
| Galium minutulum                           |                                    | Rubiaceae        |       |                                                       |
| Galium mollugo                             | Caille-lait blanc                  | Rubiaceae        |       |                                                       |
| Galium mollugo subsp. erectum              |                                    | Rubiaceae        |       |                                                       |
| Galium mollugo subsp. mollugo var. mollugo |                                    | Rubiaceae        |       |                                                       |
| Galium murale                              |                                    | Rubiaceae        |       |                                                       |
| Galium odoratum                            | Gaillet odorant, Aspérule odorante | Rubiaceae        |       |                                                       |
| Galium palustre                            | Gaillet des marais                 | Rubiaceae        |       |                                                       |
| Galium palustre subsp. palustre            |                                    | Rubiaceae        |       |                                                       |
| Galium papillosum                          |                                    | Rubiaceae        |       |                                                       |
| Galium parisiense                          |                                    | Rubiaceae        |       |                                                       |
| Galium parisiense subsp. parisiense        |                                    | Rubiaceae        |       |                                                       |
| Galium pumilum                             |                                    | Rubiaceae        |       |                                                       |
| Galium pumilum subsp. pumilum var. pumilum |                                    | Rubiaceae        |       |                                                       |
| Galium pumilum subsp. pumilum              |                                    | Rubiaceae        |       |                                                       |
| Galium pyrenaicum                          |                                    | Rubiaceae        |       |                                                       |
| Galium rotundifolium                       |                                    | Rubiaceae        |       |                                                       |
| Galium saxatile                            |                                    | Rubiaceae        |       |                                                       |
| Galium spurium                             |                                    | Rubiaceae        |       |                                                       |
| Galium spurium subsp. tenerum              |                                    | Rubiaceae        |       |                                                       |
| Galium sylvaticum                          |                                    | Rubiaceae        |       |                                                       |
| Galium tenue                               |                                    | Rubiaceae        |       |                                                       |
| Galium timeroyi                            |                                    | Rubiaceae        |       |                                                       |
| Galium tricornutum                         |                                    | Rubiaceae        |       |                                                       |
| Galium uliginosum                          |                                    | Rubiaceae        |       |                                                       |
| Galium verrucosum                          |                                    | Rubiaceae        |       |                                                       |
| Galium verrucosum subsp. verrucosum        |                                    | Rubiaceae        |       |                                                       |
| Galium verum                               |                                    | Rubiaceae        |       |                                                       |
| Galium ×pomeranicum                        |                                    | Rubiaceae        |       |                                                       |
| Gastridium ventricosum                     |                                    | Poaceae          |       |                                                       |
| Gaudinia fragilis                          |                                    | Poaceae          |       |                                                       |
| Genista anglica                            | Genêt d'Angleterre                 | Fabaceae         |       |                                                       |
| Genista cinerea                            | Genêt cendré                       | Fabaceae         |       |                                                       |
| Genista delphinensis                       |                                    | Fabaceae         |       |                                                       |
| Genista hispanica                          | Petit genêt d'Espagne              | Fabaceae         |       |                                                       |
| Genista monspessulana                      |                                    | Fabaceae         |       |                                                       |
| Genista pilosa                             | Genêt poilu                        | Fabaceae         |       |                                                       |
| Genista pilosa subsp. jordanii             |                                    | Fabaceae         |       |                                                       |
| Genista sagittalis                         | Genêt ailé                         | Fabaceae         |       |                                                       |
| Genista sagittalis subsp. sagittalis       |                                    | Fabaceae         |       |                                                       |
| Genista scorpius                           | Genêt épineux                      | Fabaceae         |       |                                                       |
| Genista tinctoria                          | Genêt des teinturiers              | Fabaceae         |       |                                                       |
| Genista tinctoria subsp. delarbrei         |                                    | Fabaceae         |       |                                                       |
| Genista tinctoria subsp. ovata             |                                    | Fabaceae         |       |                                                       |
| Genista tinctoria subsp. tinctoria         |                                    | Fabaceae         |       |                                                       |
| Gentiana alpina                            | Gentiane des Alpes                 | Gentianaceae     |       |                                                       |
| Gentiana angustifolia                      |                                    | Gentianaceae     |       |                                                       |
| Gentiana brachyphylla subsp. brachyphylla  |                                    | Gentianaceae     |       |                                                       |
| Gentiana brachyphylla                      |                                    | Gentianaceae     |       |                                                       |
| Gentiana burseri                           | Gentiane de Burser                 | Gentianaceae     |       |                                                       |
| Gentiana cruciata                          | Gentiane croisette                 | Gentianaceae     |       |                                                       |
| Gentiana cruciata subsp. cruciata          |                                    | Gentianaceae     |       |                                                       |
| Gentiana lutea                             | Gentiane jaune                     | Gentianaceae     |       |                                                       |
| Gentiana lutea subsp. lutea                |                                    | Gentianaceae     |       |                                                       |
| Gentiana nivalis                           | Gentiane des neiges                | Gentianaceae     |       |                                                       |
| Gentiana occidentalis                      | Gentiane occidentale               | Gentianaceae     |       |                                                       |
| Gentiana pneumonanthe                      | Gentiane des marais                | Gentianaceae     |       |                                                       |
| Gentiana pyrenaica                         | Gentiane des Pyrénées              | Gentianaceae     |       |                                                       |
| Gentiana verna                             | Gentiane de printemps              | Gentianaceae     |       |                                                       |
| Gentiana verna subsp. verna                |                                    | Gentianaceae     |       |                                                       |
| Gentianella campestris                     | Gentiane des champs                | Gentianaceae     |       |                                                       |
| Gentianella tenella                        |                                    | Gentianaceae     |       |                                                       |
| Gentianopsis ciliata                       | Gentiane ciliée                    | Gentianaceae     |       |                                                       |
| Geranium columbinum                        |                                    | Geraniaceae      |       |                                                       |
| Geranium dissectum                         |                                    | Geraniaceae      |       |                                                       |
| Geranium divaricatum                       |                                    | Geraniaceae      |       |                                                       |
| Geranium lucidum                           |                                    | Geraniaceae      |       |                                                       |
| Geranium molle                             |                                    | Geraniaceae      |       |                                                       |
| Geranium molle subsp. molle                |                                    | Geraniaceae      |       |                                                       |
| Geranium nodosum                           |                                    | Geraniaceae      |       |                                                       |
| Geranium palustre                          |                                    | Geraniaceae      |       |                                                       |
| Geranium pratense                          |                                    | Geraniaceae      |       |                                                       |
| Geranium pratense subsp. pratense          |                                    | Geraniaceae      |       |                                                       |
| Geranium pusillum                          |                                    | Geraniaceae      |       |                                                       |
| Geranium pyrenaicum                        | Géranium des Pyrénées              | Geraniaceae      |       |                                                       |
| Geranium pyrenaicum subsp. pyrenaicum      | Géranium des Pyrénées              | Geraniaceae      |       |                                                       |
| Geranium rivulare                          |                                    | Geraniaceae      |       |                                                       |
| Geranium robertianum                       |                                    | Geraniaceae      |       |                                                       |
| Geranium robertianum subsp. purpureum      |                                    | Geraniaceae      |       |                                                       |
| Geranium rotundifolium                     | Géranium à feuilles rondes         | Geraniaceae      |       |                                                       |
| Geranium sanguineum                        | Géranium sanguin                   | Geraniaceae      |       |                                                       |
| Geranium sylvaticum                        | Géranium des bois                  | Geraniaceae      |       |                                                       |
| Geum montanum                              | Benoîte des montagnes              | Rosaceae         |       |                                                       |
| Geum pyrenaicum                            | Benoîte des Pyrénées               | Rosaceae         |       | endémique                                             |
| Geum rivale                                | Benoîte des ruisseaux              | Rosaceae         |       |                                                       |
| Geum sylvaticum                            |                                    | Rosaceae         |       |                                                       |
| Geum urbanum                               |                                    | Rosaceae         |       |                                                       |
| Gladiolus illyricus                        |                                    | Iridaceae        |       |                                                       |
| Gladiolus italicus                         |                                    | Iridaceae        |       |                                                       |
| Glaucium corniculatum                      |                                    | Papaveraceae     |       |                                                       |
| Glaucium corniculatum subsp. corniculatum  |                                    | Papaveraceae     |       |                                                       |
| Glaucium flavum                            |                                    | Papaveraceae     |       |                                                       |
| Glebionis segetum                          |                                    | Asteraceae       |       |                                                       |
| Glechoma hederacea                         | Lierre terrestre                   | Lamiaceae        |       |                                                       |
| Glechoma hederacea subsp. hederacea        |                                    | Lamiaceae        |       |                                                       |
| Glechoma hirsuta                           |                                    | Lamiaceae        |       |                                                       |
| Globularia alypum                          | Globulaire buissonnante            | Globulariaceae   |       |                                                       |
| Globularia cordifolia                      | Globulaire à feuilles en cœur      | Globulariaceae   |       |                                                       |
| Globularia nudicaulis                      | Globulaire à tiges nues            | Globulariaceae   |       |                                                       |
| Globularia repens                          | Globulaire rampante                | Globulariaceae   |       |                                                       |
| Globularia vulgaris                        | Globulaire commune                 | Globulariaceae   |       |                                                       |
| Glyceria fluitans                          |                                    | Poaceae          |       |                                                       |
| Glyceria maxima                            |                                    | Poaceae          |       |                                                       |
| Glyceria notata                            |                                    | Poaceae          |       |                                                       |
| Gnaphalium uliginosum                      | Gnaphale des marais                | Asteraceae       |       |                                                       |
| Gnaphalium uliginosum subsp. uliginosum    |                                    | Asteraceae       |       |                                                       |
| Groenlandia densa                          |                                    | Potamogetonaceae |       |                                                       |
| Gymnadenia conopsea                        | Orchis moucheron                   | Orchidaceae      |       |                                                       |
| Gymnadenia conopsea subsp. pyrenaica       |                                    | Orchidaceae      |       |                                                       |
| Gymnadenia nigra                           |                                    | Orchidaceae      |       |                                                       |
| Gymnadenia odoratissima                    | Orchis odorant                     | Orchidaceae      |       |                                                       |
| Gymnocarpium dryopteris                    |                                    | Dryopteridaceae  |       |                                                       |
| Gymnocarpium robertianum                   |                                    | Dryopteridaceae  |       |                                                       |
| Gypsophila muralis                         |                                    | Caryophyllaceae  |       |                                                       |
| Gypsophila repens                          | Gypsophile rampante                | Caryophyllaceae  |       |                                                       |

### H
| Nom scientifique          | Nom commun                                 | Famille      | Photo | Description |
| ------------------------- | ------------------------------------------ | ------------ | ----- | ----------- |
| Hormathophylla macrocarpa | Corbeille d'argent à gros fruits           | Brassicaceae |       |             |
| Hormathophylla pyrenaica  | Alysson des Pyrénées ou Corbeille d'argent | Brassicaceae |       |             |
| Horminum pyrenaicum       | Hormin des Pyrénées, Horminelle            | Lamiaceae    |       |             |
| Hornungia alpina          | Hutchinsie, Cresson de chamois             | Brassicaceae |       |             |

### I

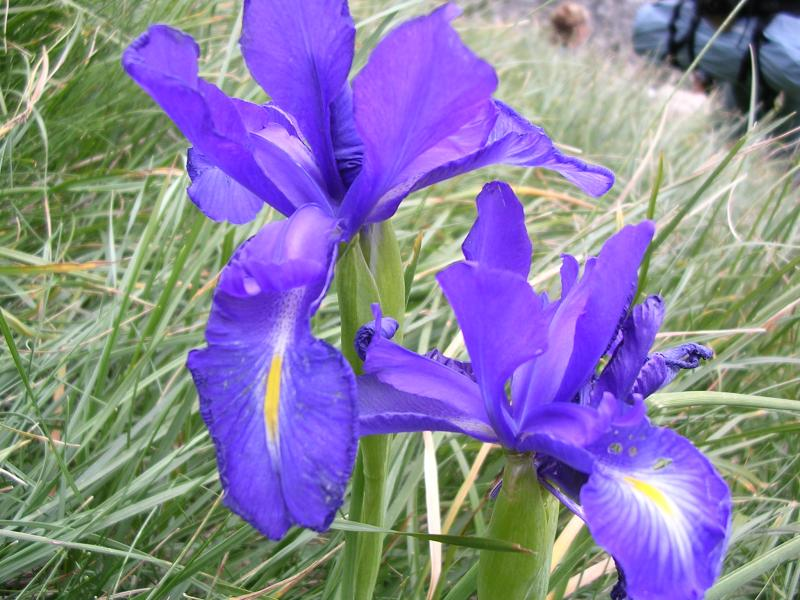
Iris des Pyrénées

| Nom scientifique                 | Nom commun                   | Famille         | Photo | Description |
| -------------------------------- | ---------------------------- | --------------- | ----- | ----------- |
| Iberis amara                     | Ibéris amer                  | Apiaceae        |       |             |
| Iberis amara amara               | Ibéris amer                  | Apiaceae        |       |             |
| Iberis bernardiana               | Ibéris de Bernard            | Apiaceae        |       |             |
| Iberis carnosa                   | Ibéris de Tenore             | Apiaceae        |       |             |
| Iberis carnosa carnosa           | Ibéris de Tenore             | Apiaceae        |       |             |
| Iberis ciliata                   | Ibéris à feuilles ciliées    | Apiaceae        |       |             |
| Iberis ciliata ciliata           | Ibéris à feuilles ciliées    | Apiaceae        |       |             |
| Iberis linifolia                 | Ibéris à feuilles de lin     | Apiaceae        |       |             |
| Iberis nana                      | Ibéris nain                  | Apiaceae        |       |             |
| Iberis pinnata                   | Ibéris penné                 | Apiaceae        |       |             |
| Iberis saxatilis                 | Ibéris des rochers           | Apiaceae        |       |             |
| Iberis saxatilis saxatilis       | Ibéris des rochers           | Apiaceae        |       |             |
| Iberis sempervirens              | Ibéris toujours vert         | Apiaceae        |       |             |
| Iberis sempervirens sempervirens | Ibéris toujours vert         | Apiaceae        |       |             |
| Iberis spathulata                | Ibéris spatulé               | Apiaceae        |       | endémique   |
| Iberis spathulata spathulata     | Ibéris spatulé               | Apiaceae        |       |             |
| Ilex aquifolium                  | Houx                         | Aquifoliaceae   |       |             |
| Illecebrum verticillatum         | Illécèbre verticillé         | Caryophyllaceae |       |             |
| Impatiens balfouri               | Impatiente des jardins       | Balsaminaceae   |       |             |
| Impatiens glandulifera           | Impatiente glanduleuse       | Balsaminaceae   |       |             |
| Impatiens noli-tangere           | Impatiente ne-me-touchez-pas | Balsaminaceae   |       |             |
| Impatiens parviflora             | Impatiente à petites fleurs  | Balsaminaceae   |       |             |
| Imperata cylindrica              | Impérate cylindrique         | Poaceae         |       |             |
| Imperatoria ostruthium           | Impératoire                  | Apiaceae        |       |             |
| Inula conyza                     | Herbe aux mouches            | Asteraceae      |       |             |
| Inula crithmoides                | Inule perce-pierre           | Asteraceae      |       |             |
| Inula crithmoides crithmoides    | Inule perce-pierre           | Asteraceae      |       |             |
| Inula helenioides                | Inule fausse aunée           | Asteraceae      |       |             |
| Inula helenium                   | Grande Aunée                 | Asteraceae      |       |             |
| Inula helenium helenium          | Grande Aunée                 | Asteraceae      |       |             |
| Inula helvetica                  | Inule de Vaillant            | Asteraceae      |       |             |
| Inula hirta                      | Inule hérissée               | Asteraceae      |       |             |
| Inula montana                    | Inule des montagnes          | Asteraceae      |       |             |
| Inula salicina                   | Inule saulière               | Asteraceae      |       |             |
| Inula spiraeifolia               | Inule à feuilles de spirée   | Asteraceae      |       |             |
| Ipomoea purpurea                 | Volubilis                    | Convolvulaceae  |       |             |
| Iris foetidissima                | Iris gigot                   | Iridaceae       |       |             |
| Iris germanica                   | Iris d'Allemagne             | Iridaceae       |       |             |
| Iris graminea                    | Iris à feuilles de graminée  | Iridaceae       |       |             |
| Iris latifolia                   | Iris des Pyrénées            | Iridaceae       |       | endémique   |
| Iris lutescens                   | Iris nain                    | Iridaceae       |       |             |
| Iris lutescens lutescens         | Iris nain                    | Iridaceae       |       |             |
| Iris pallida                     | Iris pâle                    | Iridaceae       |       |             |
| Iris pseudacorus                 | Iris jaune                   | Iridaceae       |       |             |
| Iris spuria                      | Iris bâtard                  | Iridaceae       |       |             |
| Iris unguicularis                | Iris de Provence             | Iridaceae       |       |             |
| Iris xiphium                     | Iris d'Espagne               | Iridaceae       |       |             |
| Isatis tinctoria                 | Pastel des teinturiers       | Brassicaceae    |       |             |
| Isatis tinctoria tinctoria       | Pastel des teinturiers       | Brassicaceae    |       |             |
| Isoetes duriei                   | Isoète de Durieu             | Isoetaceae      |       |             |
| Isoetes echinospora              | Isoète à spores spinuleuses  | Isoetaceae      |       |             |
| Isoetes histrix                  | Isoète hérissé               | Isoetaceae      |       |             |
| Isoetes lacustris                | Isoète des lacs              | Isoetaceae      |       |             |
| Isoetes setacea                  | Isoète sétacé                | Isoetaceae      |       |             |
| Isoetes velata                   | Isoète voilé                 | Isoetaceae      |       |             |
| Isoetes velata subsp. velata     | Isoète voilé                 | Isoetaceae      |       |             |
| Isolepis cernua                  | Souchet penché               | Cyperaceae      |       |             |
| Isolepis setacea                 | Souchet sétacé               | Cyperaceae      |       |             |

### J
| Nom scientifique             | Nom commun                      | Famille       | Photo | Description |
| ---------------------------- | ------------------------------- | ------------- | ----- | ----------- |
| Jasione crispa               | Jasione crépue, Jasione naine   | Campanulaceae |       |             |
| Jasione laevis               | Jasione vivace, Jasione pérenne | Campanulaceae |       |             |
| Jasione laevis subsp. laevis | Jasione vivace, Jasione pérenne | Campanulaceae |       |             |

### K

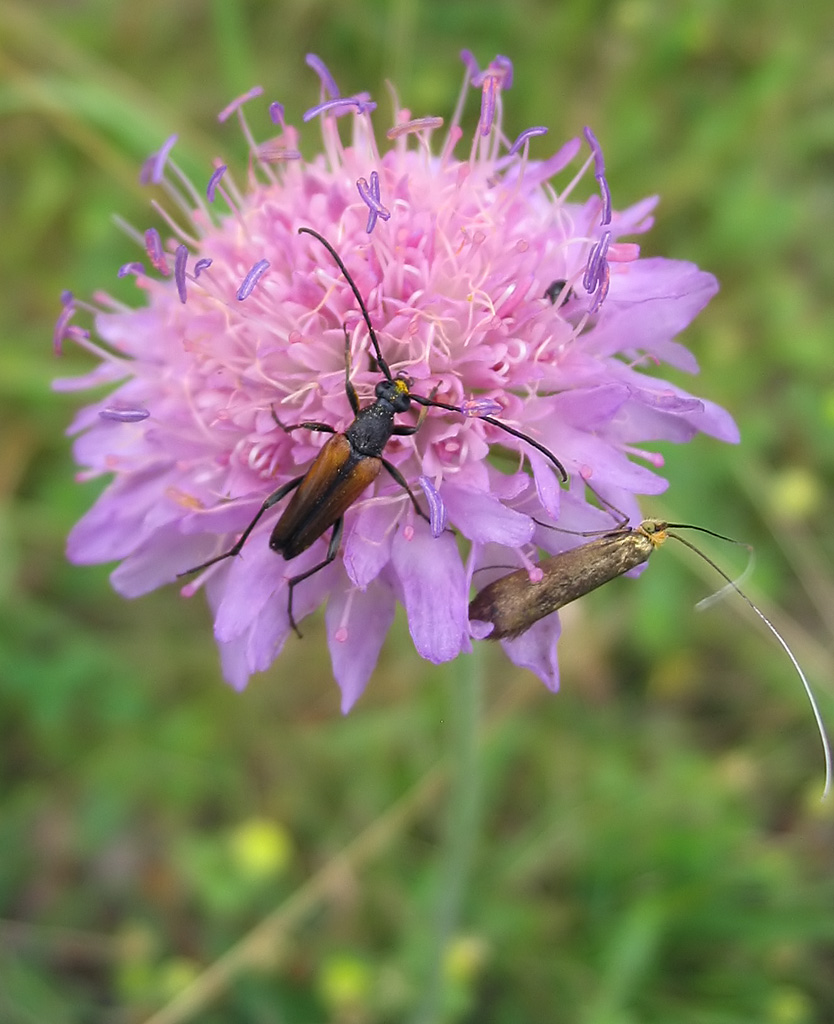
Knautie des champs

| Nom scientifique                         | Nom commun                                           | Famille          | Photo | Description                            |
| ---------------------------------------- | ---------------------------------------------------- | ---------------- | ----- | -------------------------------------- |
| Kandis perfoliata                        | Monnoyère à feuilles embrassantes, Tabouret perfolié | Brassicaceae     |       | Désaccord Wiki nom commun/scientifique |
| Kandis perfoliata subsp. perfoliata      | Monnoyère à feuilles embrassantes, Tabouret perfolié | Brassicaceae     |       | Désaccord Wiki nom commun/scientifique |
| Kengia serotina                          | Molinie tardive                                      | Poaceae          |       |                                        |
| Kengia serotina subsp. serotina          | Molinie tardive                                      | Poaceae          |       |                                        |
| Kernera saxatilis                        | Kernère des rochers                                  | Brassicaceae     |       |                                        |
| Kernera saxatilis subsp. saxatilis       | Kernère des rochers                                  | Brassicaceae     |       |                                        |
| Kickxia commutata                        | Linaire grecque                                      | Scrophulariaceae |       |                                        |
| Kickxia commutata subsp. commutata       | Linaire grecque                                      | Scrophulariaceae |       |                                        |
| Kickxia elatine                          | Linaire élatine                                      | Scrophulariaceae |       |                                        |
| Kickxia elatine subsp. elatine           | Linaire élatine                                      | Scrophulariaceae |       |                                        |
| Kickxia spuria                           | Fausse Velvote, Linaire bâtarde                      | Scrophulariaceae |       |                                        |
| Kickxia spuria subsp. spuria             | Fausse Velvote, Linaire bâtarde                      | Scrophulariaceae |       |                                        |
| Knautia arvensis                         | Knautie des champs                                   | Dipsacaceae      |       |                                        |
| Knautia arvensis subsp. arvensis         | Knautie des champs                                   | Dipsacaceae      |       |                                        |
| Knautia arvernensis                      | Knautie d'Auvergne                                   | Dipsacaceae      |       |                                        |
| Knautia godetii                          | Knautie de Godet                                     | Dipsacaceae      |       |                                        |
| Knautia integrifolia                     | Knautie à feuilles entières, Knautie hybride         | Dipsacaceae      |       |                                        |
| Knautia integrifolia subsp. integrifolia | Knautie à feuilles entières, Knautie hybride         | Dipsacaceae      |       |                                        |
| Knautia maxima                           | Knautie à feuilles de Cardère, Knautie des bois      | Dipsacaceae      |       |                                        |
| Knautia mollis                           | Knautie molle, Knautie souple                        | Dipsacaceae      |       |                                        |
| Knautia timeroyi                         | Knautie de Timeroy, Knautie du Midi                  | Dipsacaceae      |       |                                        |
| Knautia timeroyi subsp. collina          | Knautie des collines, Knautie pourpre                | Dipsacaceae      |       |                                        |
| Kobresia myosuroides                     | Élyna Queue-de-souris, Cobrésia Queue-de-souris      | Cyperaceae       |       |                                        |
| Kobresia simpliciuscula                  | Élyna fausse Laîche, Cobrésia simple                 | Cyperaceae       |       |                                        |
| Koeleria macrantha                       | Koelérie à grandes fleurs, Koelérie grêle            | Poaceae          |       |                                        |
| Koeleria pyramidata                      | Koelérie à crêtes, Koelérie pyramidale               | Poaceae          |       |                                        |
| Koeleria splendens                       | Koelérie luisante                                    | Poaceae          |       |                                        |
| Koeleria vallesiana                      | Koélérie du Valais                                   | Poaceae          |       |                                        |
| Koeleria vallesiana subsp. humilis       | Koelérie humble                                      | Poaceae          |       | endémique                              |
| Koeleria vallesiana subsp. vallesiana    | Koélérie du Valais                                   | Poaceae          |       |                                        |
| Koelreuteria paniculata                  |                                                      | Sapindaceae      |       |                                        |

### L

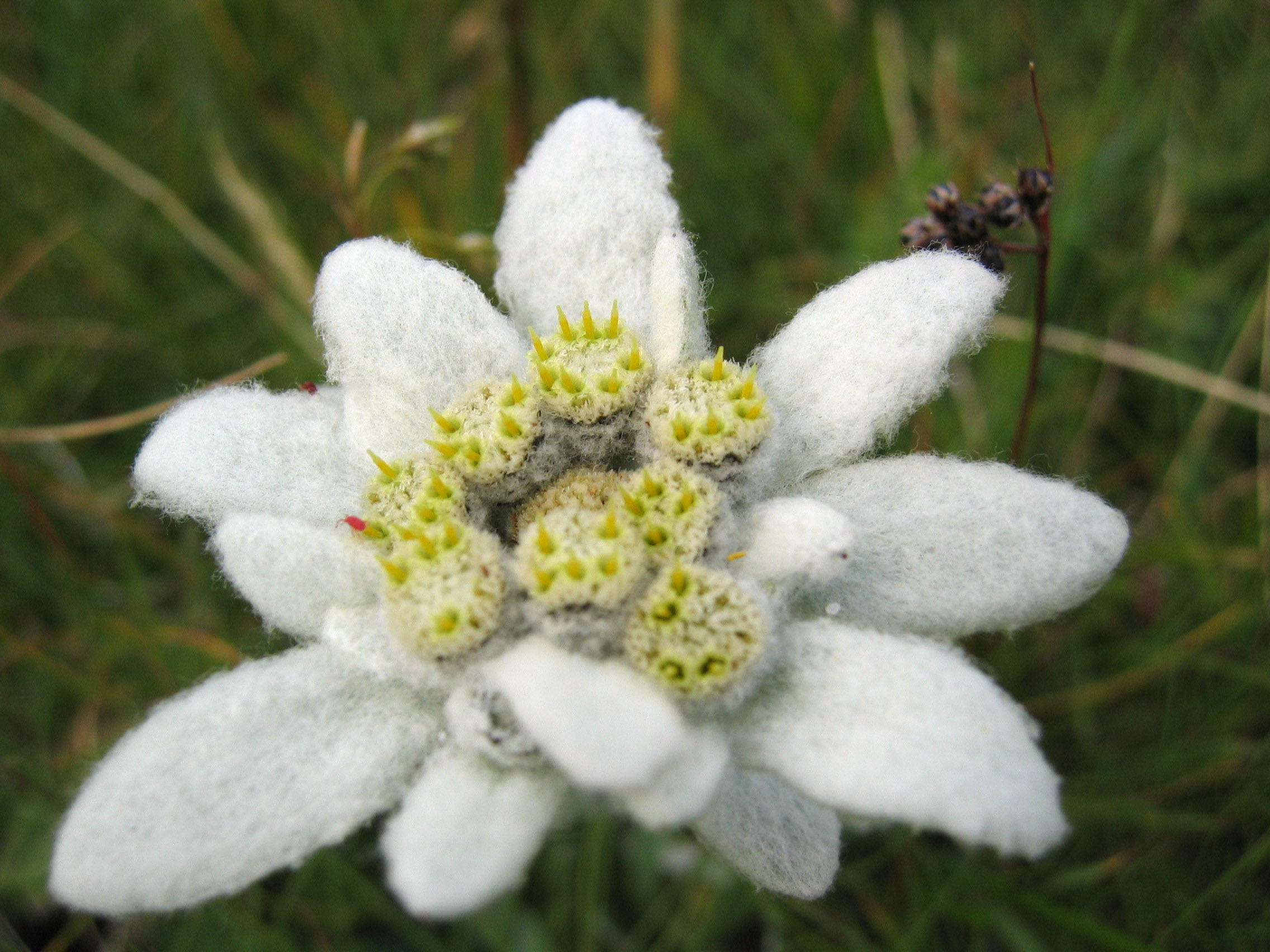
Edelweiss

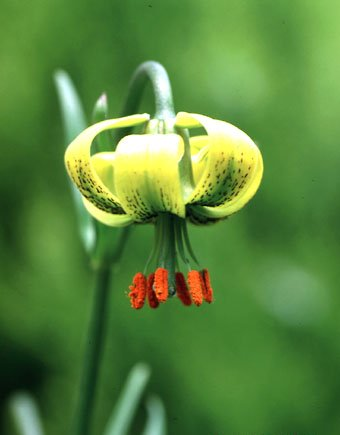
Lis des Pyrénées

| Nom scientifique       | Nom commun                        | Famille        | Photo | Description |
| ---------------------- | --------------------------------- | -------------- | ----- | ----------- |
| Leontopodium alpinum   | Edelweiss, Pied de lion des Alpes | Asteraceae     |       |             |
| Leucanthemopsis alpina | Marguerite des Alpes              | Asteraceae     |       |             |
| Lilium martagon        | Lis Martagon                      | Liliaceae      |       |             |
| Lilium pyrenaicum      | Lis des Pyrénées                  | Liliaceae      |       | endémique   |
| Linaria alpina         | Linaire des Alpes                 | Plantaginaceae |       |             |
| Linaria repens         | Linaire striée, Linaire rampante  | Plantaginaceae |       |             |
| Linaria supina         | Linaire couchée                   | Plantaginaceae |       |             |

### M
| Nom scientifique        | Nom commun                    | Famille         | Photo | Description |
| ----------------------- | ----------------------------- | --------------- | ----- | ----------- |
| Minuartia cerastiifolia | Alsine à feuilles de Céraiste | Caryophyllaceae |       | endémique   |
| Minuartia rostrata      | Alsine à rostre               | Caryophyllaceae |       |             |
| Minuartia sedoïdes      | Alsine Faux-Sédum             | Caryophyllaceae |       |             |

### N
| Nom scientifique | Nom commun | Famille | Description |

### O
| Nom scientifique                       | Nom commun                     | Famille          | Photo | Description |
| -------------------------------------- | ------------------------------ | ---------------- | ----- | ----------- |
| Odontites jaubertianus                 | Odontite de Jaubert            | Scrophulariaceae |       |             |
| Odontites lanceolatus                  | Odontite à feuilles lancéolées | Scrophulariaceae |       |             |
| Odontites luteus                       | Odontite jaune                 | Scrophulariaceae |       |             |
| Odontites vernus serotinus             | Odontite tardif                | Scrophulariaceae |       |             |
| Odontites vernus vernus                | Odontite rouge                 | Scrophulariaceae |       |             |
| Odontites vernus                       | Odontite rouge                 | Scrophulariaceae |       |             |
| Odontites viscosus                     | Odontite visqueux              | Scrophulariaceae |       |             |
| Oenanthe fistulosa fistulosa           | Œnanthe fistuleuse             | Apiaceae         |       |             |
| Oenanthe fistulosa                     | Œnanthe fistuleuse             | Apiaceae         |       |             |
| Oenanthe lachenalii                    | Œnanthe de Lachenal            | Apiaceae         |       |             |
| Oenanthe peucedanifolia                | Œnanthe à feuilles de peucédan | Apiaceae         |       |             |
| Oenanthe pimpinelloides                | Œnanthe faux boucage           | Apiaceae         |       |             |
| Olea europaea                          | Olivier commun                 | Oleaceae         |       |             |
| Omalotheca norvegica                   | Gnaphale de Norvège            | Asteraceae       |       |             |
| Omalotheca supina                      | Gnaphale couché                | Asteraceae       |       |             |
| Omalotheca sylvatica                   | Perlière des bois              | Asteraceae       |       |             |
| Omphalodes linifolia                   | Omphalodès à feuilles de lin   | Boraginaceae     |       |             |
| Onobrychis caput-galli                 | Sainfoin tête-de-coq           | Fabaceae         |       |             |
| Onobrychis saxatilis                   | Sainfoin vivace                | Fabaceae         |       |             |
| Onobrychis supina                      | Sainfoin couché                | Fabaceae         |       |             |
| Onobrychis viciifolia                  | Sainfoin cultivé               | Fabaceae         |       |             |
| Ononis cristata                        | Bugrane à crête                | Fabaceae         |       |             |
| Ononis hispanica ramosissima           | Bugrane très ramifiée          | Fabaceae         |       |             |
| Ononis hispanica                       | Bugrane d'Espagne              | Fabaceae         |       |             |
| Ononis minutissima                     | Bugrane très grêle             | Fabaceae         |       |             |
| Ononis natrix                          | Bugrane fétide                 | Fabaceae         |       |             |
| Ononis pubescens                       | Bugrane pubescente             | Fabaceae         |       |             |
| Ononis pusilla                         | Bugrane fluette                | Fabaceae         |       |             |
| Ononis reclinata                       | Bugrane à fleurs pendantes     | Fabaceae         |       |             |
| Ononis rotundifolia                    | Bugrane à feuilles rondes      | Fabaceae         |       |             |
| Ononis spinosa antiquorum              | Bugrane des anciens            | Fabaceae         |       |             |
| Ononis spinosa maritima                | Bugrane maritime               | Fabaceae         |       |             |
| Ononis spinosa spinosa                 | Bugrane épineuse               | Fabaceae         |       |             |
| Ononis spinosa                         | Bugrane épineuse               | Fabaceae         |       |             |
| Ononis striata                         | Bugrane striée                 | Fabaceae         |       |             |
| Ononis viscosa breviflora              | Bugrane à fleurs courtes       | Fabaceae         |       |             |
| Ononis viscosa                         | Bugrane visqueuse              | Fabaceae         |       |             |
| Onopordum acanthium gautieri           | Onopordon de Gautier           | Asteraceae       |       |             |
| Onopordum acanthium                    | Onopordon fausse acanthe       | Asteraceae       |       |             |
| Onopordum acaulon                      | Onopordon sans tige            | Asteraceae       |       |             |
| Onopordum eriocephalum                 | Onopordon à capitules laineux  | Asteraceae       |       |             |
| Onopordum illyricum                    | Onopordon d'Illyrie            | Asteraceae       |       |             |
| Onosma fastigiata fastigiata           | Orcanette fastigiée            | Boraginaceae     |       |             |
| Onosma fastigiata                      | Orcanette fastigiée            | Boraginaceae     |       |             |
| Ophioglossum azoricum                  | Ophioglosse des Açores         | Ophioglossaceae  |       |             |
| Ophioglossum lusitanicum               | Ophioglosse du Portugal        | Ophioglossaceae  |       |             |
| Ophioglossum vulgatum                  | Ophioglosse des Alpes          | Ophioglossaceae  |       |             |
| Ophrys apifera apifera                 | Ophrys abeille                 | Orchidaceae      |       |             |
| Ophrys apifera                         | Ophrys abeille                 | Orchidaceae      |       |             |
| Ophrys aranifera aranifera             | Ophrys guêpe                   | Orchidaceae      |       |             |
| Ophrys aranifera                       | Ophrys guêpe                   | Orchidaceae      |       |             |
| Ophrys bertolonii Moretti              | Ophrys aurélien                | Orchidaceae      |       |             |
| Ophrys funerea                         | Ophrys funèbre                 | Orchidaceae      |       |             |
| Ophrys fusca                           | Ophrys brun                    | Orchidaceae      |       |             |
| Ophrys insectifera                     | Ophrys mouche                  | Orchidaceae      |       |             |
| Ophrys lutea                           | Ophrys jaune                   | Orchidaceae      |       |             |
| Ophrys scolopax scolopax               | Ophrys bécasse                 | Orchidaceae      |       |             |
| Ophrys scolopax                        | Ophrys bécasse                 | Orchidaceae      |       |             |
| Ophrys tenthredinifera tenthredinifera | Ophrys guêpe                   | Orchidaceae      |       |             |
| Ophrys tenthredinifera                 | Ophrys guêpe                   | Orchidaceae      |       |             |
| Opopanax chironium                     | Opopanax de Chiron             | Apiaceae         |       |             |
| Opuntia ficus-indica                   | Figuier de Barbarie            | Cactaceae        |       |             |
| Orchis anthropophora                   | Orchis homme-pendu             | Orchidaceae      |       |             |
| Orchis mascula                         | Orchis mâle                    | Orchidaceae      |       |             |
| Orchis militaris                       | Orchis militaire               | Orchidaceae      |       |             |
| Orchis pallens                         | Orchis pâle                    | Orchidaceae      |       |             |
| Orchis provincialis provincialis       | Orchis de Provence             | Orchidaceae      |       |             |
| Orchis provincialis                    | Orchis de Provence             | Orchidaceae      |       |             |
| Orchis purpurea                        | Orchis pourpre                 | Orchidaceae      |       |             |
| Oreochloa seslerioides                 | Seslérie du Piémont            | Poaceae          |       |             |
| Oreopteris limbosperma                 | Polystic des montagnes         | Thelypteridaceae |       |             |
| Oreoselinum nigrum                     | Sélin des montagnes            | Apiaceae         |       |             |
| Origanum vulgare viridulum             | Origan d'Héraclée              | Lamiaceae        |       |             |
| Origanum vulgare                       | Origan commun                  | Lamiaceae        |       |             |
| Orlaya grandiflora                     | Orlaya à grandes fleurs        | Apiaceae         |       |             |
| Ornithogalum arabicum                  | Ornithogale d'Arabie           | Liliaceae        |       |             |
| Ornithogalum gussonei                  | Ornithogale de Gussone         | Liliaceae        |       |             |
| Ornithogalum narbonense                | Ornithogale de Narbonne        | Liliaceae        |       |             |
| Ornithogalum pyrenaicum                | Ornithogale des Pyrénées       | Liliaceae        |       |             |
| Ornithogalum umbellatum                | Ornithogale en ombelle         | Liliaceae        |       |             |
| Ornithopus compressus                  | Pied-d'oiseau comprimé         | Fabaceae         |       |             |
| Ornithopus perpusillus perpusillus     | Pied-d'oiseau fluet            | Fabaceae         |       |             |
| Ornithopus perpusillus                 | Pied-d'oiseau fluet            | Fabaceae         |       |             |
| Ornithopus pinnatus                    | Pied-d'oiseau penné            | Fabaceae         |       |             |
| Orobanche alba                         | Orobanche du thym              | Orobanchaceae    |       |             |
| Orobanche amethystea                   | Orobanche violette             | Orobanchaceae    |       |             |
| Orobanche arenaria                     | Orobanche lisse                | Orobanchaceae    |       |             |
| Orobanche artemisii-campestris         | Orobanche en cotte de mailles  | Orobanchaceae    |       |             |
| Orobanche caryophyllacea               | Orobanche giroflée             | Orobanchaceae    |       |             |
| Orobanche cernua cernua                | Orobanche penchée              | Orobanchaceae    |       |             |
| Orobanche cernua                       | Orobanche penchée              | Orobanchaceae    |       |             |
| Orobanche crenata                      | Orobanche crénelée             | Orobanchaceae    |       |             |
| Orobanche gracilis                     | Orobanche sanglante            | Orobanchaceae    |       |             |
| Orobanche hederae                      | Orobanche du lierre            | Orobanchaceae    |       |             |
| Orobanche lavandulacea                 | Orobanche couleur lavande      | Orobanchaceae    |       |             |
| Orobanche major                        | Grande Orobanche               | Orobanchaceae    |       |             |
| Orobanche minor minor                  | Petite Orobanche               | Orobanchaceae    |       |             |
| Orobanche minor                        | Petite Orobanche               | Orobanchaceae    |       |             |
| Orobanche picridis                     | Orobanche du picris            | Orobanchaceae    |       |             |
| Orobanche purpurea                     | Orobanche violette             | Orobanchaceae    |       |             |
| Orobanche ramosa mutelii               | Orobanche de Mutel             | Orobanchaceae    |       |             |
| Orobanche ramosa nana                  | Orobanche naine                | Orobanchaceae    |       |             |
| Orobanche ramosa ramosa                | Orobanche ramifiée             | Orobanchaceae    |       |             |
| Orobanche ramosa                       | Orobanche ramifiée             | Orobanchaceae    |       |             |
| Orobanche rapum-genistae               | Orobanche du genêt             | Orobanchaceae    |       |             |
| Orobanche teucrii                      | Orobanche de la germandrée     | Orobanchaceae    |       |             |
| Orobanche variegata                    | Orobanche panachée             | Orobanchaceae    |       |             |
| Orthilia secunda secunda               | Pyrole unilatérale             | Pyrolaceae       |       |             |
| Orthilia secunda                       | Pyrole unilatérale             | Pyrolaceae       |       |             |
| Osmunda regalis                        | Osmonde royale                 | Osmundaceae      |       |             |
| Osyris alba                            | Rouvet                         | Santalaceae      |       |             |
| Otanthus maritimus                     | Santoline-cyprès               | Asteraceae       |       |             |
| Oxalis acetosella                      | Oxalis petite oseille          | Oxalidaceae      |       |             |
| Oxalis corniculata                     | Oxalis corniculée              | Oxalidaceae      |       |             |
| Oxalis dillenii                        | Oxalis de Dillenius            | Oxalidaceae      |       |             |
| Oxyria digyna                          | Oxyrie à deux stigmates        | Polygonaceae     |       |             |
| Oxytropis amethystea                   | Oxytropis améthyste            | Fabaceae         |       |             |
| Oxytropis campestris campestris        | Oxytropis du Tirol             | Fabaceae         |       |             |
| Oxytropis campestris                   | Oxytropis des Alpes            | Fabaceae         |       |             |
| Oxytropis halleri velutina             | Oxytropis velouté              | Fabaceae         |       |             |
| Oxytropis halleri                      | Oxytropis de Haller            | Fabaceae         |       |             |
| Oxytropis neglecta                     | Oxytropis négligé              | Fabaceae         |       |             |
| Oxytropis pyrenaica                    | Oxytropis des Pyrénées         | Fabaceae         |       |             |

### P
| Nom scientifique          | Nom commun                                    | Famille       | Photo | Description |
| ------------------------- | --------------------------------------------- | ------------- | ----- | ----------- |
| Paradisea liliastrum      | Lis de saint Bruno, Lis des Alpes             | Liliaceae     |       |             |
| Phyteuma hemisphaericum   | Raiponce hémisphérique                        | Campanulaceae |       |             |
| Pinus uncinata            | Pin à crochets                                | Pinaceae      |       |             |
| Potentilla alchemilloides | Potentille fausse alchémille                  | Rosaceae      |       | endémique   |
| Primula integrifolia      | Primevère à feuilles entières                 | Primulaceae   |       |             |
| Pulsatilla alpina         | Pulsatille des Alpes, Anémone des Alpes       | Ranunculaceae |       |             |
| Pulsatilla vernalis       | Pulsatille de printemps, Anémone de printemps | Ranunculaceae |       |             |

### Q

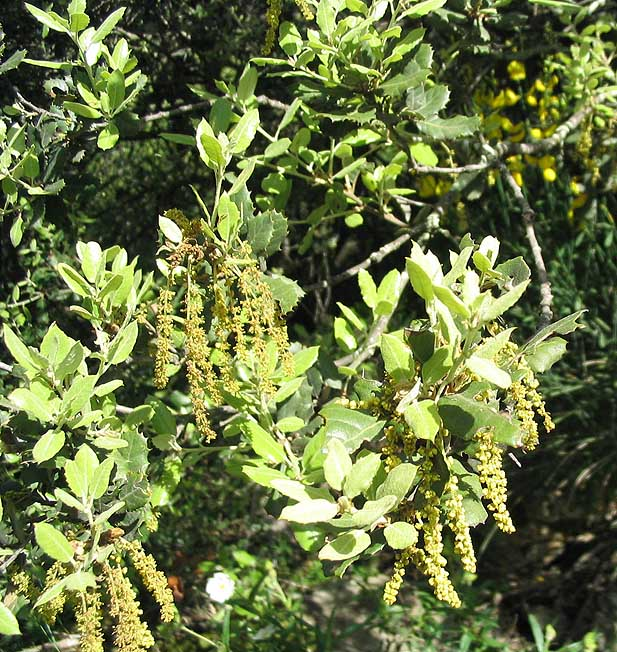
Chêne vert

| Nom scientifique                   | Nom commun                                     | Famille  | Photo | Description |
| ---------------------------------- | ---------------------------------------------- | -------- | ----- | ----------- |
| Quercus cerris                     | Chêne chevelu, Chêne lombard                   | Fagaceae |       |             |
| Quercus coccifera                  | Chêne des garrigues, Chêne kermès              | Fagaceae |       |             |
| Quercus ilex                       | Chêne vert, Yeuse                              | Fagaceae |       |             |
| Quercus ilex subsp. ilex           | Chêne vert, Yeuse                              | Fagaceae |       |             |
| Quercus petraea                    | Chêne rouvre, Chêne sessile                    | Fagaceae |       |             |
| Quercus petraea subsp. petraea     | Chêne rouvre, Chêne sessile                    | Fagaceae |       |             |
| Quercus pubescens                  | Chêne pubescent                                | Fagaceae |       |             |
| Quercus pubescens subsp. pubescens | Chêne pubescent                                | Fagaceae |       |             |
| Quercus pyrenaica                  | Chêne des Pyrénées, Chêne tauzin, Chêne-brosse | Fagaceae |       |             |
| Quercus robur                      | Chêne pédonculé                                | Fagaceae |       |             |
| Quercus robur subsp. robur         | Chêne pédonculé                                | Fagaceae |       |             |
| Quercus rubra                      | Chêne rouge d'Amérique                         | Fagaceae |       |             |
| Quercus suber                      | Chêne-liège                                    | Fagaceae |       |             |
| Quercus ×auzandri                  | Chêne                                          | Fagaceae |       |             |

### R
| Nom scientifique         | Nom commun                                                                      | Famille       | Photo | Description |
| ------------------------ | ------------------------------------------------------------------------------- | ------------- | ----- | ----------- |
| Ranunculus aconitifolius | Renoncule à feuilles d'aconit, Bouton d'argent                                  | Ranunculaceae |       |             |
| Ranunculus glacialis     | Renoncule des glaciers                                                          | Ranunculaceae |       |             |
| Rhamnus alpina           | Nerprun des Alpes                                                               | Rhamnaceae    |       |             |
| Rhamnus pumila           | Nerprun nain                                                                    | Rhamnaceae    |       |             |
| Rhododendron ferrugineum | Rhododendron ferrugineux, Laurier-rose des Alpes, Rosage, Rose des Alpes, Rhodo | Ericaceae     |       |             |
| Rosa pendulina           | Rose des Alpes, Églantier des Alpes                                             | Rosaceae      |       |             |
| Rosa villosa             | Rosier velu                                                                     | Rosaceae      |       |             |

### S

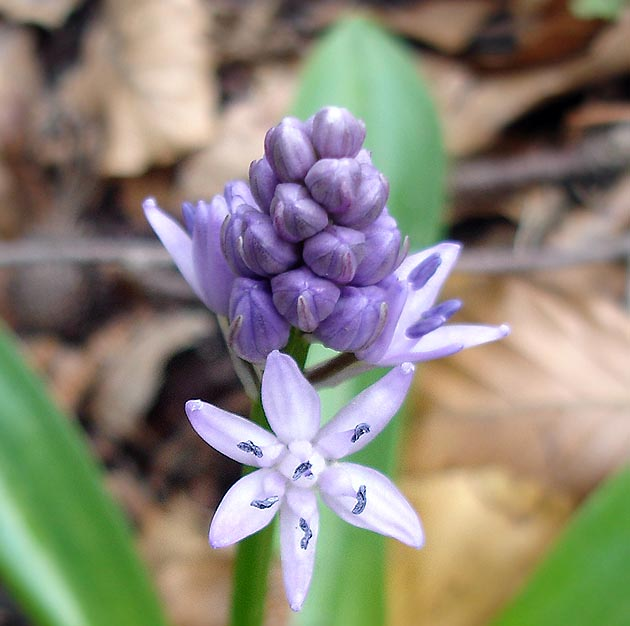
Scille lis-jacinthe ou Jacinthe des Pyrénées

| Nom scientifique         | Nom commun                                                                      | Famille         | Photo | Description |
| ------------------------ | ------------------------------------------------------------------------------- | --------------- | ----- | ----------- |
| Salix pyrenaica          | Saule des Pyrénées                                                              | Salicaceae      |       |             |
| Salix reticulata         | Saule réticulé                                                                  | Salicaceae      |       |             |
| Saxifraga hirsuta        | Saxifrage hérissée                                                              | Saxifragaceae   |       |             |
| Saxifraga moschata       | Saxifrage musquée                                                               | Saxifragaceae   |       |             |
| Saxifraga oppositifolia  | Saxifrage à feuilles opposées                                                   | Saxifragaceae   |       |             |
| Saxifraga umbrosa        | Saxifrage de l'ombre, désespoir du peintre                                      | Saxifragaceae   |       |             |
| Sedum hirsutum           | Orpin hirsute, Orpin hérissé                                                    | Crassulaceae    |       |             |
| Sempervivum arachnoideum | Joubarbe à toile d'araignée, Barbajou-toile-d'araignée, Artichaut-des murailles | Crassulaceae    |       | photo       |
| Sempervivum montanum     | Joubarbe des montagnes                                                          | Crassulaceae    |       |             |
| Sempervivum tectorum     | Joubarbe des toits                                                              | Crassulaceae    |       |             |
| Silene acaulis           | Silène acaule                                                                   | Caryophyllaceae |       |             |
| Silene rupestris         | Silène des rochers                                                              | Caryophyllaceae |       |             |
| Silene suecica           | Silène de Suède, Silène des Alpes, Lychnis des Alpes                            | Caryophyllaceae |       |             |
| Soldanella alpina        | Soldanelle des Alpes                                                            | Primulaceae     |       |             |

### T

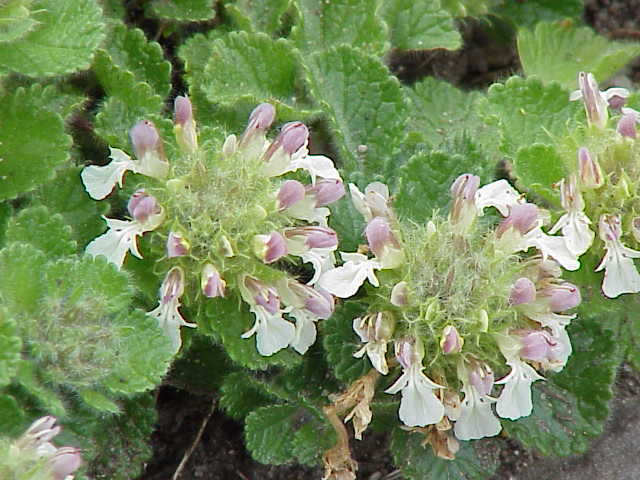
Germandrée des Pyrénées

| Nom scientifique                      | Nom commun                                 | Famille       | Photo | Description |
| ------------------------------------- | ------------------------------------------ | ------------- | ----- | ----------- |
| Teucrium pyrenaicum                   | Germandrée des Pyrénées                    | Lamiaceae     |       |             |
| Teucrium pyrenaicum subsp. pyrenaicum | Germandrée des Pyrénées                    | Lamiaceae     |       | endémique   |
| Thalictrum aquilegiifolium            | Pigamon à feuilles d'ancolie               | Ranunculaceae |       |             |
| Thesium pyrenaicum                    | Thésium des Pyrénées                       | Santalaceae   |       |             |
| Thesium pyrenaicum subsp. pyrenaicum  |                                            | Santalaceae   |       |             |
| Tractema lilio-hyacinthus             | Scille lis-jacinthe, Jacinthe des Pyrénées | Liliaceae     |       |             |
| Trifolium montanum                    | Trèfle de montagne                         | Fabaceae      |       |             |
| Trifolium repens                      | Trèfle blanc                               | Fabaceae      |       |             |
| Trollius europaeus                    | Trolle d'Europe ou Boule d'or              | Ranunculaceae |       |             |

### U
| Nom scientifique             | Nom commun                | Famille          | Photo | Description |
| ---------------------------- | ------------------------- | ---------------- | ----- | ----------- |
| Ulex europaeus               | Ajonc d'Europe            | Fabaceae         |       |             |
| Ulex europaeus europaeus     | Ajonc d'Europe            | Fabaceae         |       |             |
| Ulex gallii                  | Ajonc de Le Gall          | Fabaceae         |       |             |
| Ulex gallii gallii           | Ajonc de Le Gall          | Fabaceae         |       |             |
| Ulex minor                   | Petit ajonc               | Fabaceae         |       |             |
| Ulex parviflorus             | Ajonc à petites fleurs    | Fabaceae         |       |             |
| Ulex parviflorus parviflorus | Ajonc à petites fleurs    | Fabaceae         |       |             |
| Ulmus glabra                 | Orme glabre               | Ulmaceae         |       |             |
| Ulmus glabra glabra          | Orme glabre               | Ulmaceae         |       |             |
| Ulmus laevis                 | Orme pédonculé            | Ulmaceae         |       |             |
| Ulmus minor                  | Petit orme                | Ulmaceae         |       |             |
| Ulmus minor minor            | Petit orme                | Ulmaceae         |       |             |
| Ulmus minor procera          | Orme rouge                | Ulmaceae         |       |             |
| Ulmus × hollandica           | Orme de Hollande          | Ulmaceae         |       |             |
| Umbilicus rupestris          | Ombilic des rochers       | Crassulaceae     |       |             |
| Urospermum dalechampii       | Urosperme de Daléchamps   | Asteraceae       |       |             |
| Urospermum picroides         | Urosperme faux picris     | Asteraceae       |       |             |
| Urtica dioica                | Ortie dioïque             | Urticaceae       |       |             |
| Urtica dioica dioica         | Ortie dioïque             | Urticaceae       |       |             |
| Urtica membranacea           | Ortie douteuse            | Urticaceae       |       |             |
| Urtica pilulifera            | Ortie à pilules           | Urticaceae       |       |             |
| Urtica urens                 | Petite Ortie              | Urticaceae       |       |             |
| Utricularia australis        | Utriculaire négligée      | Lentibulariaceae |       |             |
| Utricularia intermedia       | Utriculaire intermédiaire | Lentibulariaceae |       |             |
| Utricularia minor            | Petite Utriculaire        | Lentibulariaceae |       |             |
| Utricularia vulgaris         | Utriculaire commune       | Lentibulariaceae |       |             |

### V
| Nom scientifique                                      | Nom commun                         | Famille          | Photo | Description |
| ----------------------------------------------------- | ---------------------------------- | ---------------- | ----- | ----------- |
| Vaccaria hispanica                                    |                                    | Caryophyllaceae  |       |             |
| Vaccaria hispanica var. vaccaria                      |                                    | Caryophyllaceae  |       |             |
| Vaccinium myrtillus                                   | Myrtille                           | Ericaceae        |       |             |
| Vaccinium uliginosum                                  | Myrtille des marais                | Ericaceae        |       |             |
| Vaccinium vitis-idaea                                 |                                    | Ericaceae        |       |             |
| Valantia muralis                                      |                                    | Caryophyllaceae  |       |             |
| Valeriana apula                                       | Valériane à feuilles de globulaire | Valerianaceae    |       |             |
| Valeriana dioica                                      | Valériane dioïque                  | Valerianaceae    |       |             |
| Valeriana dioica subsp. dioica                        |                                    | Valerianaceae    |       |             |
| Valeriana montana                                     | Valériane des montagnes            | Valerianaceae    |       |             |
| Valeriana officinalis                                 | Valériane officinale               | Valerianaceae    |       |             |
| Valeriana officinalis subsp. sambucifolia             |                                    | Valerianaceae    |       |             |
| Valeriana officinalis subsp. tenuifolia               |                                    | Valerianaceae    |       |             |
| Valeriana pyrenaica                                   | Valériane des Pyrénées             | Valerianaceae    |       |             |
| Valeriana tripteris                                   | Valériane à trois folioles         | Valerianaceae    |       |             |
| Valeriana tuberosa                                    | Valériane tubéreuse                | Valerianaceae    |       |             |
| Valerianella carinata                                 |                                    | Valerianaceae    |       |             |
| Valerianella coronata                                 |                                    | Valerianaceae    |       |             |
| Valerianella dentata                                  |                                    | Valerianaceae    |       |             |
| Valerianella discoidea                                |                                    | Valerianaceae    |       |             |
| Valerianella eriocarpa                                |                                    | Valerianaceae    |       |             |
| Valerianella locusta                                  |                                    | Valerianaceae    |       |             |
| Valerianella microcarpa                               |                                    | Valerianaceae    |       |             |
| Valerianella muricata                                 |                                    | Valerianaceae    |       |             |
| Valerianella pumila                                   |                                    | Valerianaceae    |       |             |
| Valerianella rimosa                                   |                                    | Valerianaceae    |       |             |
| Veratrum album                                        |                                    | Melanthiaceae    |       |             |
| Veratrum album subsp. lobelianum                      |                                    | Melanthiaceae    |       |             |
| Verbascum blattaria                                   |                                    | Scrophulariaceae |       |             |
| Verbascum boerhavii                                   |                                    | Scrophulariaceae |       |             |
| Verbascum chaixii subsp. chaixii                      |                                    | Scrophulariaceae |       |             |
| Verbascum chaixii                                     |                                    | Scrophulariaceae |       |             |
| Verbascum densiflorum                                 |                                    | Scrophulariaceae |       |             |
| Verbascum lychnitis                                   |                                    | Scrophulariaceae |       |             |
| Verbascum nigrum                                      |                                    | Scrophulariaceae |       |             |
| Verbascum nigrum subsp. nigrum                        |                                    | Scrophulariaceae |       |             |
| Verbascum pulverulentum                               |                                    | Scrophulariaceae |       |             |
| Verbascum sinuatum                                    |                                    | Scrophulariaceae |       |             |
| Verbascum thapsus                                     |                                    | Scrophulariaceae |       |             |
| Verbascum thapsus subsp. montanum                     |                                    | Scrophulariaceae |       |             |
| Verbascum virgatum                                    |                                    | Scrophulariaceae |       |             |
| Verbascum ×debeauxii                                  |                                    | Scrophulariaceae |       |             |
| Verbascum ×hybridum                                   |                                    | Scrophulariaceae |       |             |
| Verbascum ×thapsi                                     |                                    | Scrophulariaceae |       |             |
| Verbena officinalis                                   |                                    | Scrophulariaceae |       |             |
| Veronica acinifolia                                   |                                    | Scrophulariaceae |       |             |
| Veronica agrestis                                     |                                    | Scrophulariaceae |       |             |
| Veronica alpina                                       |                                    | Scrophulariaceae |       |             |
| Veronica anagallis-aquatica                           |                                    | Scrophulariaceae |       |             |
| Veronica anagallis-aquatica subsp. anagallis-aquatica |                                    | Scrophulariaceae |       |             |
| Veronica anagallis-aquatica subsp. anagalloides       |                                    | Scrophulariaceae |       |             |
| Veronica aphylla                                      |                                    | Scrophulariaceae |       |             |
| Veronica arvensis                                     |                                    | Scrophulariaceae |       |             |
| Veronica austriaca                                    |                                    | Scrophulariaceae |       |             |
| Veronica austriaca subsp. pseudochamaedrys            |                                    | Scrophulariaceae |       |             |
| Veronica austriaca subsp. teucrium                    |                                    | Scrophulariaceae |       |             |
| Veronica beccabunga                                   |                                    | Scrophulariaceae |       |             |
| Veronica beccabunga subsp. beccabunga                 |                                    | Scrophulariaceae |       |             |
| Veronica bellidioides                                 |                                    | Scrophulariaceae |       |             |
| Veronica chamaedrys                                   |                                    | Scrophulariaceae |       |             |
| Veronica fruticans                                    |                                    | Scrophulariaceae |       |             |
| Veronica fruticulosa                                  |                                    | Scrophulariaceae |       |             |
| Veronica hederifolia                                  |                                    | Scrophulariaceae |       |             |
| Veronica montana                                      |                                    | Scrophulariaceae |       |             |
| Veronica nummularia                                   |                                    | Scrophulariaceae |       |             |
| Veronica officinalis                                  |                                    | Scrophulariaceae |       |             |
| Veronica persica                                      |                                    | Scrophulariaceae |       |             |
| Veronica polita                                       |                                    | Scrophulariaceae |       |             |
| Veronica ponae                                        |                                    | Scrophulariaceae |       |             |
| Veronica scutellata                                   |                                    | Scrophulariaceae |       |             |
| Veronica serpyllifolia                                |                                    | Scrophulariaceae |       |             |
| Veronica serpyllifolia subsp. humifusa                |                                    | Scrophulariaceae |       |             |
| Veronica serpyllifolia subsp. serpyllifolia           |                                    | Scrophulariaceae |       |             |
| Veronica spicata                                      |                                    | Scrophulariaceae |       |             |
| Veronica spicata subsp. spicata                       |                                    | Scrophulariaceae |       |             |
| Veronica triphyllos                                   |                                    | Scrophulariaceae |       |             |
| Veronica urticifolia                                  |                                    | Scrophulariaceae |       |             |
| Veronica verna                                        |                                    | Scrophulariaceae |       |             |
| Viburnum lantana                                      |                                    | Caprifoliaceae   |       |             |
| Viburnum opulus                                       |                                    | Caprifoliaceae   |       |             |
| Viburnum tinus                                        |                                    | Caprifoliaceae   |       |             |
| Vicia argentea                                        | Vesce argentée                     | Fabaceae         |       | endémique   |
| Vicia benghalensis                                    |                                    | Fabaceae         |       |             |
| Vicia bithynica                                       |                                    | Fabaceae         |       |             |
| Vicia cracca                                          |                                    | Fabaceae         |       |             |
| Vicia cracca subsp. incana                            |                                    | Fabaceae         |       |             |
| Vicia ervilia                                         |                                    | Fabaceae         |       |             |
| Vicia hirsuta                                         |                                    | Fabaceae         |       |             |
| Vicia hybrida                                         |                                    | Fabaceae         |       |             |
| Vicia lathyroides                                     |                                    | Fabaceae         |       |             |
| Vicia lutea                                           |                                    | Fabaceae         |       |             |
| Vicia lutea subsp. lutea var. hirta                   |                                    | Fabaceae         |       |             |
| Vicia lutea subsp. lutea                              |                                    | Fabaceae         |       |             |
| Vicia monantha                                        |                                    | Fabaceae         |       |             |
| Vicia monantha subsp. monantha                        |                                    | Fabaceae         |       |             |
| Vicia narbonensis                                     |                                    | Fabaceae         |       |             |
| Vicia onobrychioides                                  |                                    | Fabaceae         |       |             |
| Vicia orobus                                          |                                    | Fabaceae         |       |             |
| Vicia pannonica                                       |                                    | Fabaceae         |       |             |
| Vicia peregrina                                       |                                    | Fabaceae         |       |             |
| Vicia pubescens                                       |                                    | Fabaceae         |       |             |
| Vicia pyrenaica                                       |                                    | Fabaceae         |       |             |
| Vicia sativa                                          |                                    | Fabaceae         |       |             |
| Vicia sativa subsp. amphicarpa                        |                                    | Fabaceae         |       |             |
| Vicia sativa subsp. cordata                           |                                    | Fabaceae         |       |             |
| Vicia sativa subsp. macrocarpa                        |                                    | Fabaceae         |       |             |
| Vicia sativa subsp. nigra                             |                                    | Fabaceae         |       |             |
| Vicia sativa subsp. sativa                            |                                    | Fabaceae         |       |             |
| Vicia sativa subsp. segetalis                         |                                    | Fabaceae         |       |             |
| Vicia sepium                                          |                                    | Fabaceae         |       |             |
| Vicia tenuifolia                                      |                                    | Fabaceae         |       |             |
| Vicia tetrasperma                                     |                                    | Fabaceae         |       |             |
| Vicia tetrasperma subsp. gracilis                     |                                    | Fabaceae         |       |             |
| Vicia tetrasperma subsp. tetrasperma                  |                                    | Fabaceae         |       |             |
| Vicia villosa Roth                                    |                                    | Fabaceae         |       |             |
| Vicia villosa subsp. ambigua                          |                                    | Fabaceae         |       |             |
| Vicia villosa subsp. varia                            |                                    | Fabaceae         |       |             |
| Vicia villosa subsp. villosa                          |                                    | Fabaceae         |       |             |
| Vinca difformis                                       |                                    | Apocynaceae      |       |             |
| Vinca difformis subsp. difformis                      |                                    | Apocynaceae      |       |             |
| Vinca major                                           |                                    | Apocynaceae      |       |             |
| Vinca major subsp. major                              |                                    | Apocynaceae      |       |             |
| Vinca minor                                           |                                    | Apocynaceae      |       |             |
| Vincetoxicum hirundinaria                             |                                    | Asclepiadaceae   |       |             |
| Vincetoxicum hirundinaria subsp. contiguum            |                                    | Asclepiadaceae   |       |             |
| Vincetoxicum hirundinaria subsp. hirundinaria         |                                    | Asclepiadaceae   |       |             |
| Vincetoxicum nigrum                                   |                                    | Asclepiadaceae   |       |             |
| Viola alba                                            | Violette blanche                   | Violaceae        |       |             |
| Viola alba subsp. scotophylla                         |                                    | Violaceae        |       |             |
| Viola arvensis                                        | Pensée des champs                  | Violaceae        |       |             |
| Viola arvensis subsp. arvensis                        |                                    | Violaceae        |       |             |
| Viola biflora                                         | Pensée à deux fleurs               | Violaceae        |       |             |
| Viola canina                                          | Violette des chiens                | Violaceae        |       |             |
| Viola canina subsp. canina var. canina                |                                    | Violaceae        |       |             |
| Viola canina subsp. canina                            |                                    | Violaceae        |       |             |
| Viola canina subsp. ruppii                            |                                    | Violaceae        |       |             |
| Viola cenisia                                         | Pensée du Mont-Cenis               | Violaceae        |       |             |
| Viola cornuta                                         | Pensée à corne                     | Violaceae        |       |             |
| Viola hirta                                           | Violette hérissée                  | Violaceae        |       |             |
| Viola kitaibeliana                                    |                                    | Violaceae        |       |             |
| Viola lutea                                           | Pensée des Vosges                  | Violaceae        |       |             |
| Viola lutea subsp. sudetica                           |                                    | Violaceae        |       |             |
| Viola odorata                                         | Violette odorante                  | Violaceae        |       |             |
| Viola palustris                                       | Violette des marais                | Violaceae        |       |             |
| Viola pyrenaica                                       | Violette des Pyrénées              | Violaceae        |       |             |
| Viola reichenbachiana                                 | Violette de Reichenbach            | Violaceae        |       |             |
| Viola riviniana                                       | Violette de Rivinus                | Violaceae        |       |             |
| Viola rupestris                                       | Violette des rochers               | Violaceae        |       |             |
| Viola rupestris subsp. rupestris                      |                                    | Violaceae        |       |             |
| Viola saxatilis                                       | Pensée des rochers                 | Violaceae        |       |             |
| Viola saxatilis subsp. saxatilis                      |                                    | Violaceae        |       |             |
| Viola suavis                                          |                                    | Violaceae        |       |             |
| Viola tricolor                                        |                                    | Violaceae        |       |             |
| Viola tricolor subsp. tricolor                        |                                    | Violaceae        |       |             |
| Viola valderia                                        |                                    | Violaceae        |       |             |
| Viscum album                                          |                                    | Loranthaceae     |       |             |
| Viscum album subsp. austriacum                        |                                    | Loranthaceae     |       |             |
| Vitex agnus-castus                                    |                                    | Verbenaceae      |       |             |
| Vitis labrusca                                        |                                    | Vitaceae         |       |             |
| Vitis vinifera                                        |                                    | Vitaceae         |       |             |
| Vulpia bromoides                                      |                                    | Poaceae          |       |             |
| Vulpia membranacea                                    |                                    | Poaceae          |       |             |
| Vulpia myuros                                         |                                    | Poaceae          |       |             |
| Vulpia myuros subsp. myuros                           |                                    | Poaceae          |       |             |

### W
| Nom scientifique       | Nom commun                                                                       | Famille       | Photo | Description |
| ---------------------- | -------------------------------------------------------------------------------- | ------------- | ----- | ----------- |
| Wahlenbergia hederacea | Campanille à feuilles de lierre, Walhenbergie, Walhenbergie à feuilles de lierre | Campanulaceae |       |             |
| Willemetia stipitata   | Fausse Apargie, Willemétie stipitée                                              | Asteraceae    |       |             |
| Woodsia alpina         | Woodsie des Alpes                                                                | Woodsiaceae   |       |             |

### X

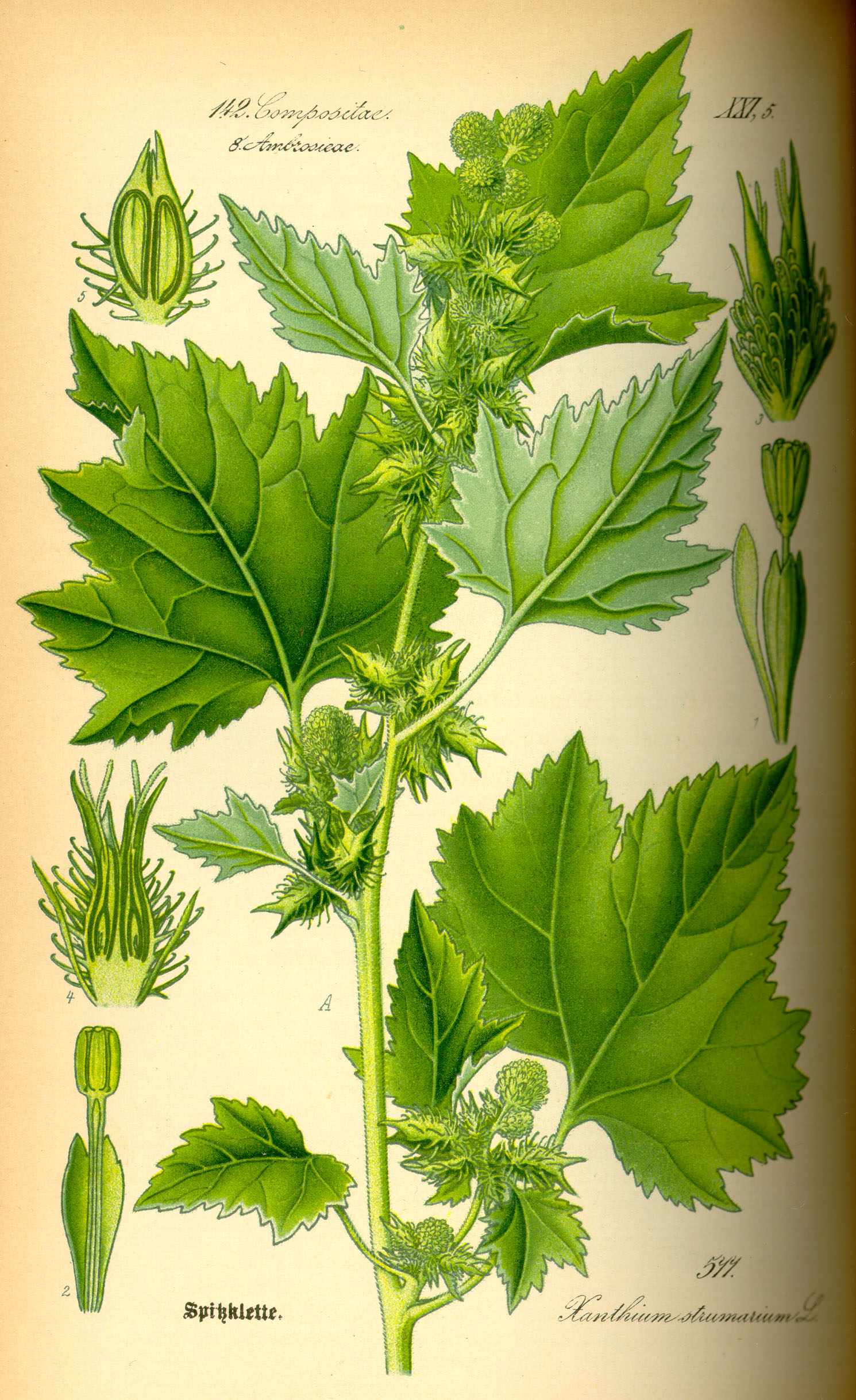
Lampourde

| Nom scientifique                         | Nom commun                                  | Famille    | Photo | Description |
| ---------------------------------------- | ------------------------------------------- | ---------- | ----- | ----------- |
| Xanthium italicum                        | Lampourde d'Italie                          | Asteraceae |       |             |
| Xanthium orientale                       | Lampourde d'Orient, Lampourde à gros fruits | Asteraceae |       |             |
| Xanthium spinosum                        | Lampourde épineuse                          | Asteraceae |       |             |
| Xanthium strumarium                      | Lampourde glouteron                         | Asteraceae |       |             |
| Xanthium strumarium subsp. strumarium    | Lampourde glouteron                         | Asteraceae |       |             |
| Xanthoselinum alsaticum                  | Peucédan d'Alsace                           | Apiaceae   |       |             |
| Xanthoselinum alsaticum subsp. alsaticum | Peucédan d'Alsace                           | Apiaceae   |       |             |
| Xanthoselinum alsaticum subsp. venetum   | Peucédan de Vénétie                         | Apiaceae   |       |             |
| Xatardia scabra                          | Persil d'Isard, Xatardie                    | Apiaceae   |       |             |
| Xeranthemum cylindraceum                 | Xéranthème cylindracé, Xéranthème fétide    | Asteraceae |       |             |
| Xeranthemum inapertum                    | Xéranthème fermé                            | Asteraceae |       |             |

### Y
| Nom scientifique  | Nom commun        | Famille   | Photo | Description |
| ----------------- | ----------------- | --------- | ----- | ----------- |
| Yucca aloifolia   |                   | Agavaceae |       |             |
| Yucca filamentosa | Yucca filamenteux | Agavaceae |       |             |
| Yucca gloriosa    | Yucca             | Agavaceae |       |             |

### Z

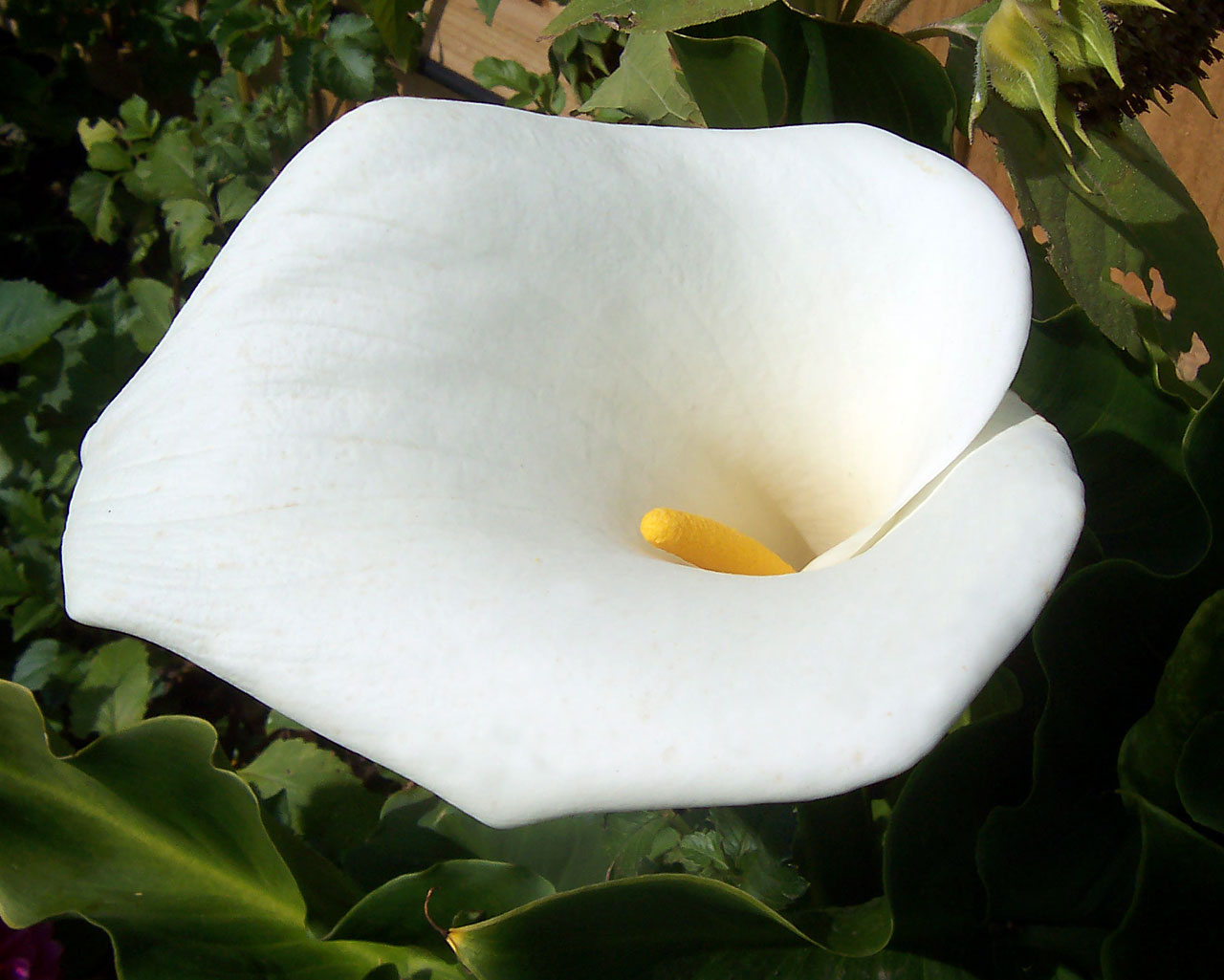
Fleur de Calla

| Nom scientifique                          | Nom commun                       | Famille          | Photo | Description           |
| ----------------------------------------- | -------------------------------- | ---------------- | ----- | --------------------- |
| Zannichellia palustris                    | Zannichellie des marais          | Zannichelliaceae |       | Zone des marais       |
| Zannichellia palustris subsp. pedicellata | Zannichellie pédicellée          | Zannichelliaceae |       | Zone des marais       |
| Zannichellia palustris subsp. palustris   | Zannichellie des marais          | Zannichelliaceae |       | Zone des marais       |
| Zantedeschia aethiopica                   | Calla                            | Araceae          |       |                       |
| Zea mays                                  | Maïs                             | Poaceae          |       | Largement répandu     |
| Zostera marina                            | Zostère marine                   | Zosteraceae      |       | Zone maritime côtière |
| Zostera noltii                            | Varech de Nolti ou Zostère naine | Zosteraceae      |       | Zone maritime côtière |

#### Ouvrages format poche
- Philippe Mayoux, Fleurs des Pyrénées - faciles à reconnaître, Éditions Rando  (ISBN 2-84182-214-1).
- Christopher Grey-Wilson & Marjorie Blamey, Guide complet des fleurs de montagne - Alpes, Pyrénées, Apennins, Vosges, Jura, Massif Central, Delachaux & Niestlé, 2006 -  (ISBN 2603013696)
- Luis Benito Alonso, José Guide essentiel des fleurs du Parc national d’Ordesa et du Mont-Perdu, Jolube. Ed., 2014  (ISBN 9788494199660 et 9788493729103)
- Anthony Huxley, Fleurs de Montagne (adaptation française de Luc Brunerye), Fernand Nathan, 1973

#### Ouvrages de référence
- Marcel Saule, La Grande Flore illustrée des Pyrénées, Éditions Milan, 2002  (ISBN 2-74590-637-2).
- Georges Dupias, Fleurs du parc national des Pyrénées, Édité par le Parc National Des Pyrénées, 1987.
- Jean Bergeret, Flore des Basses-Pyrénées,
- Laszlo Nagy, Alpine biodiversity in Europe, Berlin : Springer, 2003.
- Réginald Hulhoven, Un paradis pour les Botanistes - À la Découverte de la Flore des Hautes-Pyrénées, Les Jardins d'Eden, 20: 74-81, 2005